# Lincoln Mark Series
De Lincoln Mark Series is een serie exclusieve personenwagens die door de Amerikaanse autofabrikant Lincoln, onderdeel van de Ford Group, aangeboden werden van 1956 tot 1960 en van 1969 tot 1998. De voertuigen werden gepositioneerd boven de reguliere Lincoln-modellen en waren meestal de duurste auto's van hun tijd binnen de Ford Group.
De aanduiding van de modellen was door de jaren heen niet uniform en geeft in meerdere opzichten aanleiding tot verwarring. Meestal werden de auto's niet als Lincoln maar als Continental verkocht.
De voertuigen van de Mark-serie waren hoofdzakelijk coupés, van sommige generaties werden ook sedans en cabriolets aangeboden. Vanaf 1969 concurreerden de Mark Coupés in het segment van de zogenaamde Personal luxury cars met de Cadillac Eldorado en de Chrysler Imperial.
De productie van de laatste Mark Coupés eindigde in 1998, nadat de vraag aanzienlijk was gedaald. In 2002 werd ook de productie van de Cadillac Eldorado stopgezet, waarmee voorlopig een einde kwam aan het hoofdstuk van de Amerikaanse Personal Luxury Coupés.
Een bijzonder designkermerk van alle Mark-modellen is de grote uitstulping in het kofferdeksel waardoor het lijkt alsof er een rechtopstaand reservewiel onder zit. Dit was een hommage aan de originele Lincoln Continental, waar een reservewiel in een metalen omhulsel op de kofferbak gemonteerd was.

## Geschiedenis
De naam Continental werd voor het eerst gebruikt in 1940 voor een variant van de Lincoln-Zephyr. Alhoewel deze variant door verzamelaars soms de Mark I genoemd wordt is zijn officiële naam gewoon Lincoln Continental. De modelaanduiding "Mark" werd pas voor het eerst gebruikt bij de introductie van de Continental Mark II.
De meeste auto's uit de Mark-serie werden door Ford niet als Lincoln aangeduid, alhoewel ze gebouwd werden door de Lincoln-Mercury-divisie. Tot begin jaren tachtig werd de term Continental gebruikt als merk- en modelnaam, aangevuld met een toevoeging in Romeinse cijfers (Mark II tot en met Mark VI). Vanaf 1983 werd Lincoln gebruikt als merknaam (Mark VII en Mark VIII).
Het besluit om de Mark Coupés als Continental en niet als Lincoln op de markt te brengen vindt zijn oorsprong in de Continental Division, een dochteronderneming van de Ford Motor Company die tussen 1952 en 1960 bestond en de eerste naoorlogse Mark produceerde. Alle latere modellen zouden deze traditie voortzetten, zelfs nadat de Continental-divisie in 1960 volledig was opgegaan in de Lincoln-Mercury-divisie. Daarom worden de modellen uit de jaren 1956 tot 1960 meestal vermeld als Continentals terwijl de nieuwe Mark-serie die gelanceerd werd in 1969 wordt toegewezen aan Lincoln.
De naamgeving van de Mark-serie is op verschillende manieren misleidend. Niet alleen veranderde in 1983 de naam van de Mark-serie van Continental Mark in Lincoln Mark, bovendien werd ook voor de standaardmodellen van Lincoln vanaf 1961 de term Continental gebruikt. Daar was Continental dus gewoon een modelnaam.
Ook de nummering zorgde voor verwarring. Het eerste model in de Mark-serie kreeg om marketingredenen meteen de toevoeging "Mark II", om te benadrukken dat het voertuig de spirituele opvolger was van de originele Continental uit 1940. Bovendien was de nummering van de individuele Mark-modellen tegenstrijdig: in 1958 verscheen de Continental Mark III, die gebaseerd was op de Lincoln Premiere en aangeboden werd als sedan, coupé en cabriolet. Zijn opvolgers uit 1959 en 1960 heetten respectievelijk Continental Mark IV en Continental Mark V. Toen Lincoln in 1968 met een nieuwe Personal Luxury Car op de markt kwam werd dit model opnieuw de Continental Mark III genoemd omdat Ford wilde voortbouwen op de reputatie van de Continental Mark II uit 1956. Tegelijkertijd werden de modellen uit 1958 tot 1960 door het bedrijf genegeerd, daarom worden ze in de Amerikaanse vakpers soms aangeduid als "The lost Marks".

## Modellen

### Continental Mark II (1956-1957)
De Continental Mark II was het topmodel van de Ford Group dat van 1956 tot 1957 gebouwd werd door de Continental-divisie, die speciaal voor dit doel was opgericht. De naam was bedoeld om de wagen samen met de Lincoln Continental uit 1940 in een overkoepelend luxesegment te plaatsen. Dit segment zou later bekend worden als het segment van de Personal Luxury Car.
De Continental Mark II was niet ontworpen als de grootste of krachtigste, maar eerder als de meest luxueuze en elegante Amerikaanse auto van zijn tijd. Terwijl concurrerende merken experimenteerden met chroom en forse staartvinnen, zag de Mark II er met zijn strakke, ingetogen lijnen heel Europees uit. Alhoewel de Continental Mark II officieel een Continental was en geen Lincoln, werd de wagen wel via het Lincoln-dealernetwerk verkocht en onderhouden.
De wagen werd aangedreven door een 6,0-liter V8-motor met 285 of 300 pk (SAE gross), gekoppeld aan een drietraps automatische transmissie. Beide werden door Lincoln geleverd.
De Mark II werd grotendeels met de hand gebouwd en was onderworpen aan de strengste kwaliteitsnormen. Door het complexe fabricageproces kostte de Mark II destijds evenveel als een Rolls-Royce of twee Cadillacs.
Beroemde Mark II-bezitters waren Elvis Presley, Frank Sinatra en de sjah van Perzië.
Van de Mark II werden er 1.769 coupés en twee cabriolets gebouwd.

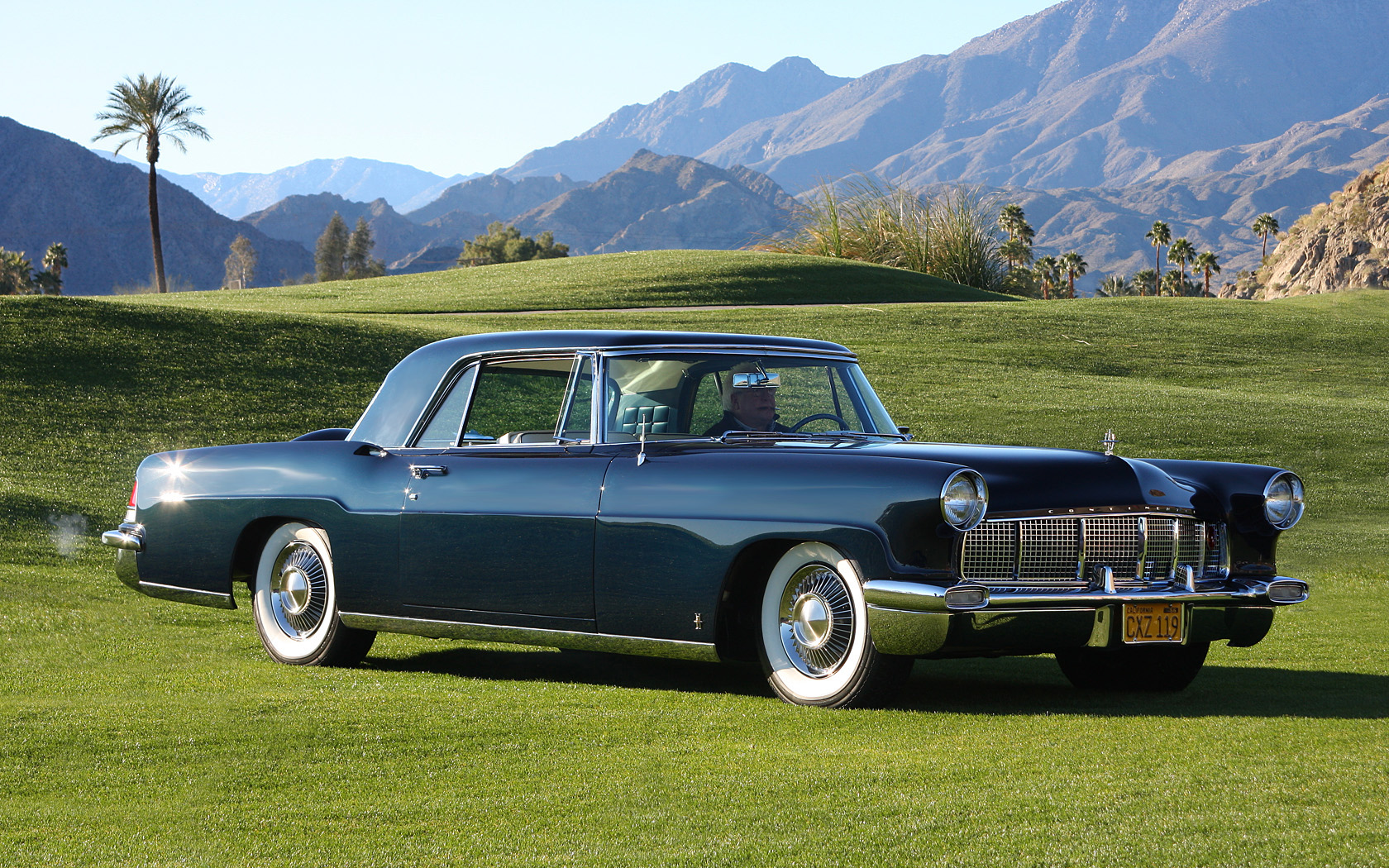
Continental Mark II (1956)
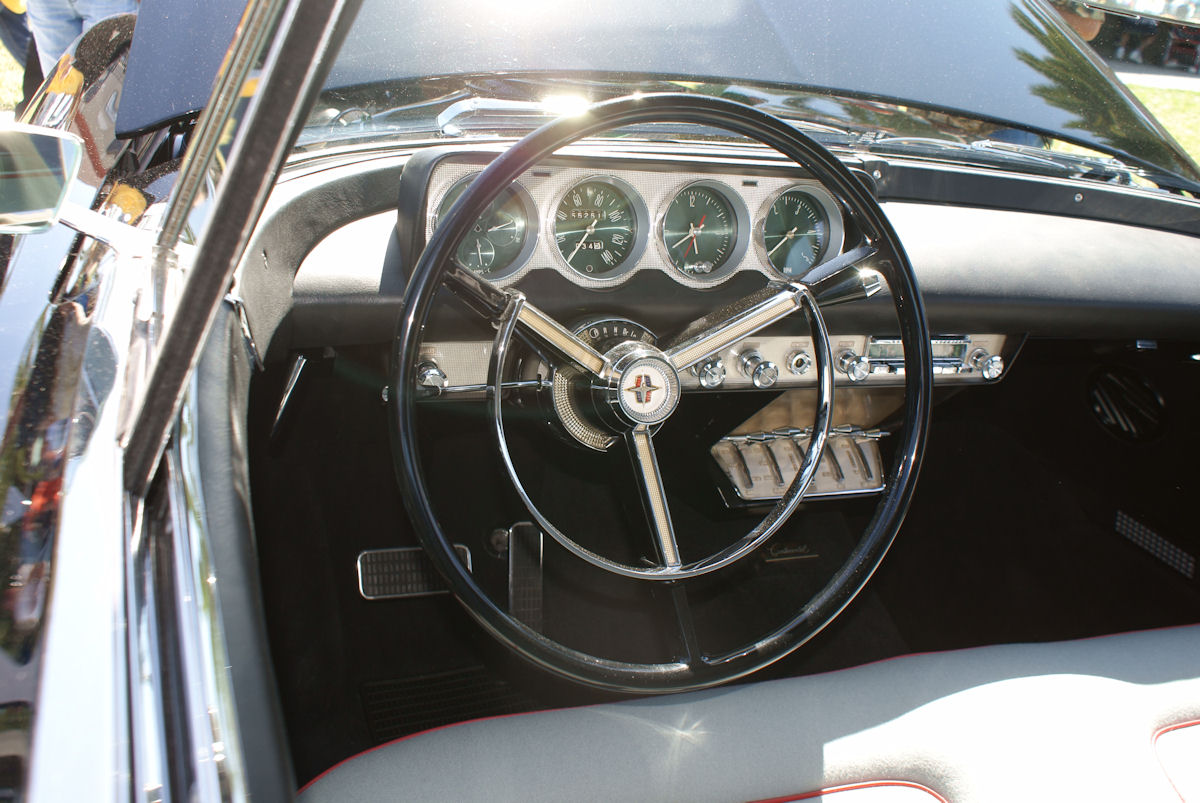
Continental Mark II (1956), dashboard
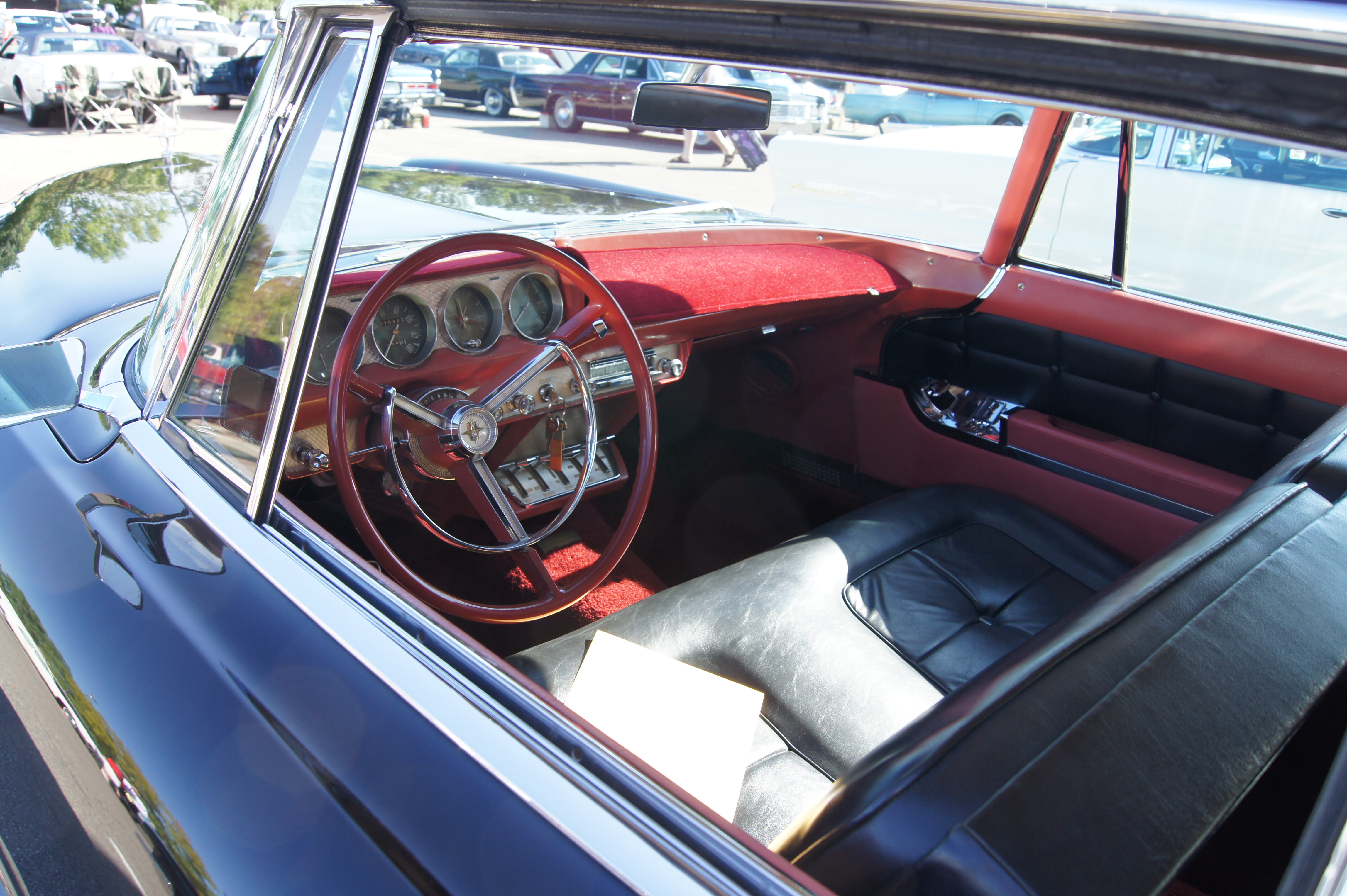
Continental Mark II (1956), interieur
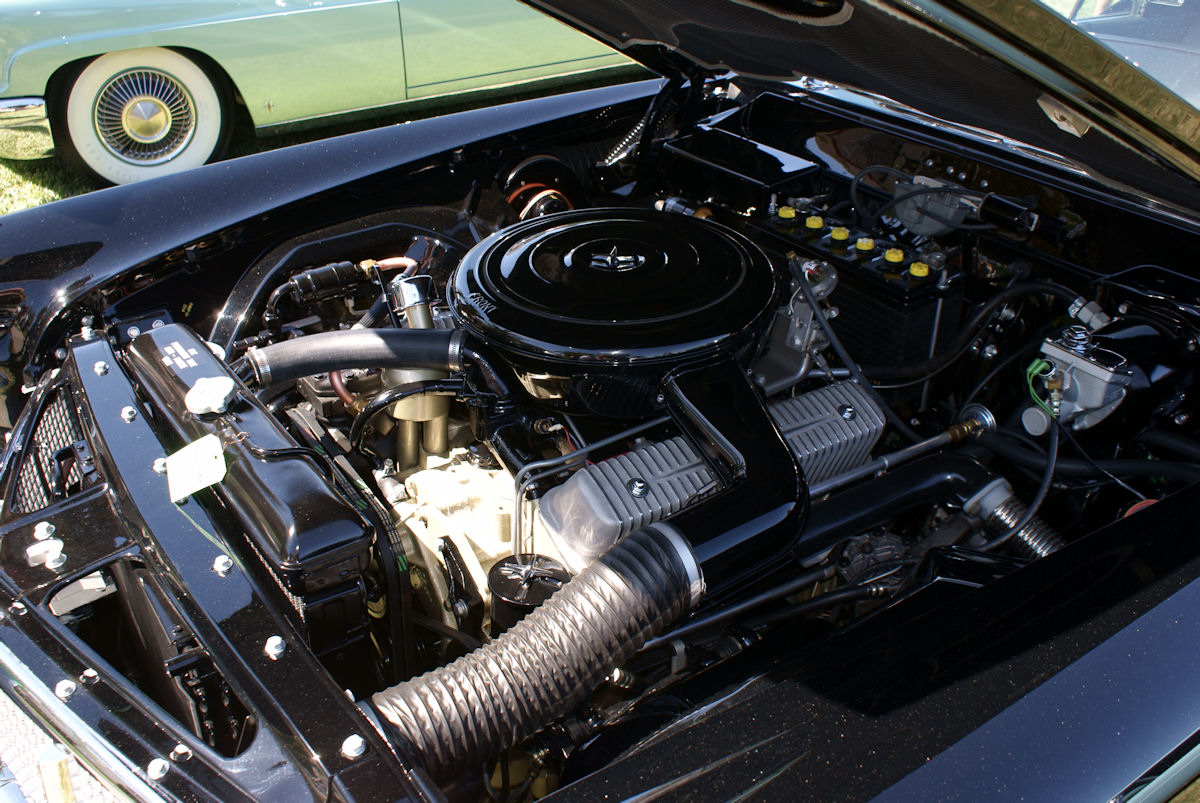
Continental Mark II (1956), de Lincoln 6,0L Y-block V8
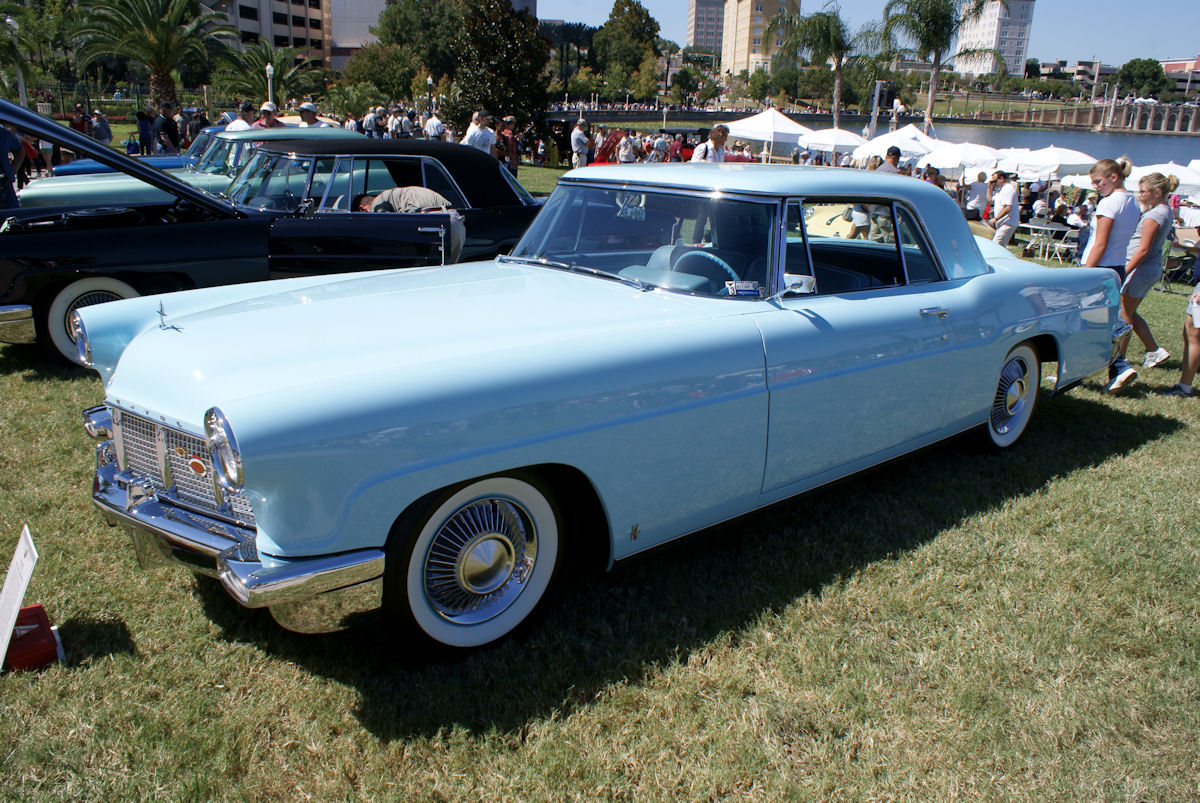
Continental Mark II (1957)
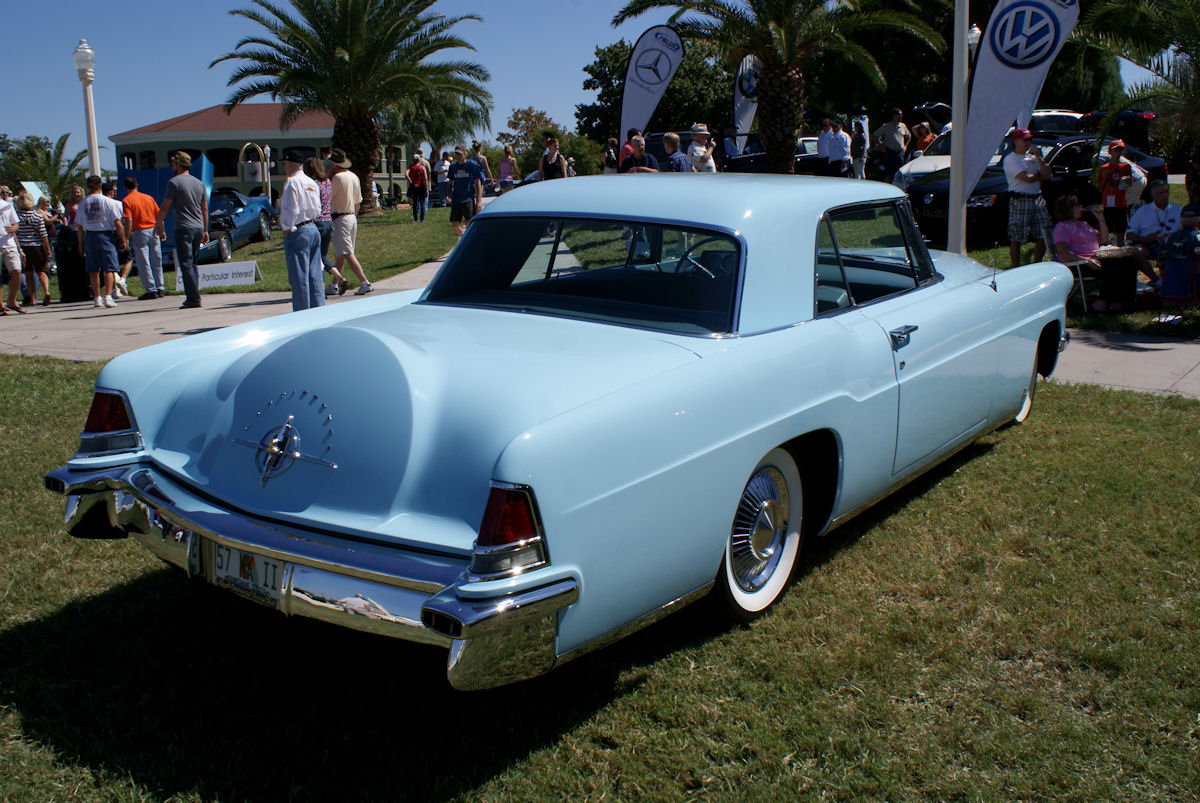
Continental Mark II (1957), achteraanzicht
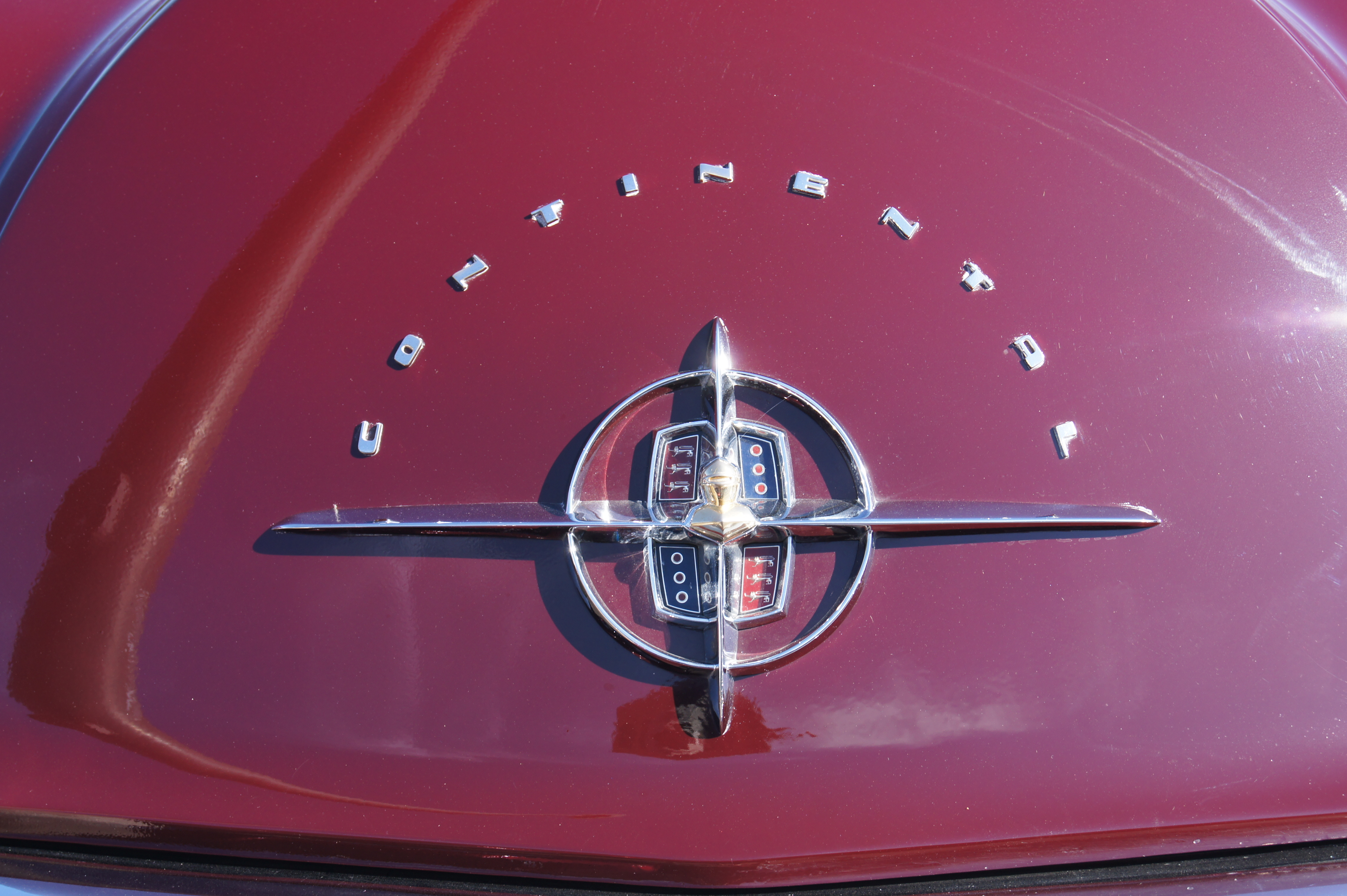
Continental Division logo op het kofferdeksel van een Mark II uit 1957
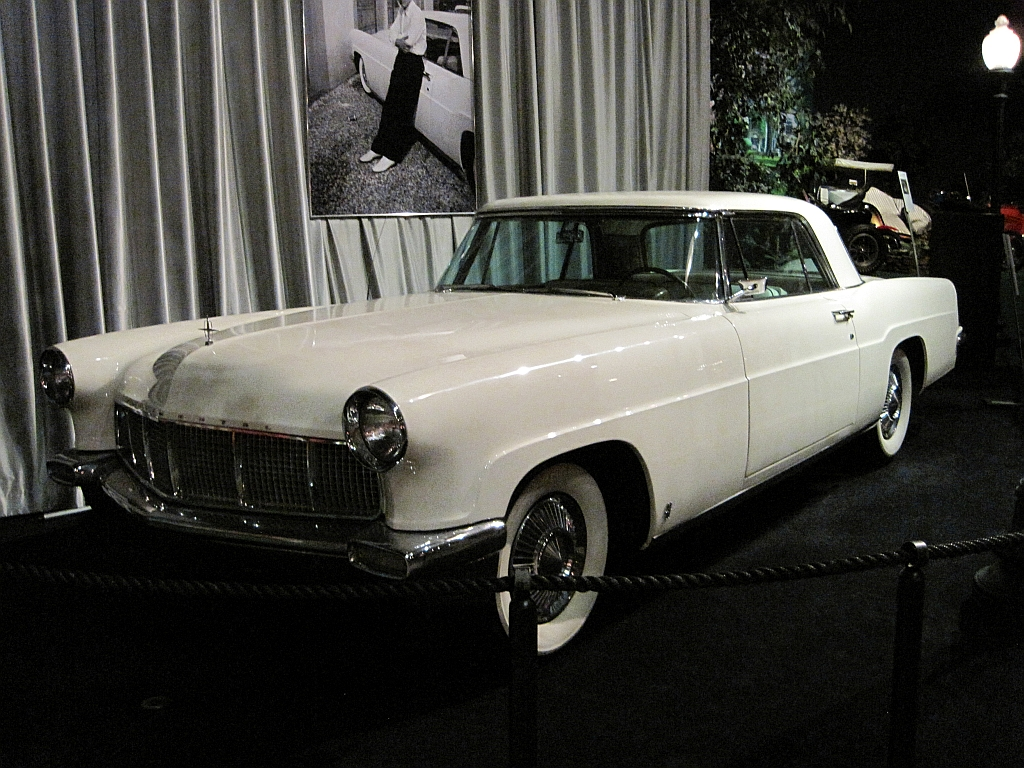
De Continental Mark II van Elvis Presley

### Continental Mark III tot V (1958-1960): The lost Marks
De onafhankelijkheid van het merk Continental eindigde met de stopzetting van de Mark II in de zomer van 1957. Van 1958 tot 1960 gebruikte Ford het merk echter voor bijzonder luxueuze uitvoeringen van de toenmalige Lincoln-modellen. De Continental Mark III (1958), Mark IV (1959) en Mark V (1960) verschilden van de goedkopere Lincoln Premiere alleen door de extra chromen versiering en de vormgeving van het dak: de Continental-modellen hadden een achterwaarts hellende achterruit die elektrisch kon neergelaten worden (het zogenaamde Breezeway Window).
De Mark III-V waren bij de eerste modellen van de Ford Group die een zelfdragende carrosserie hadden. De wagens werden aangedreven door een 7,0-liter "MEL" V8-motor met een vermogen van 375 pk (SAE gross). Dezelfde motor werd ook gebruikt door Lincoln, Mercury en de Ford Thunderbird. Het motorvermogen werd overgebracht naar de achteras via een drietraps automatische transmissie. In 1959 werd het vermogen gereduceerd tot 350 pk en in 1960 tot 315 pk. Van alle personenwagens die ooit door de Ford Group gebouwd zijn hebben deze Continentals de grootste wielbasis.
Wegens de recessie die in 1958 in de VS begon werden er slechts weinig verkocht: 10.275 Mark III-exemplaren in 1958, 7.851 Mark IV-exemplaren in 1959 en 11.056 Mark V-exemplaren in 1960. Van 1961 tot 1968 werd er geen Continental Mark gemaakt.

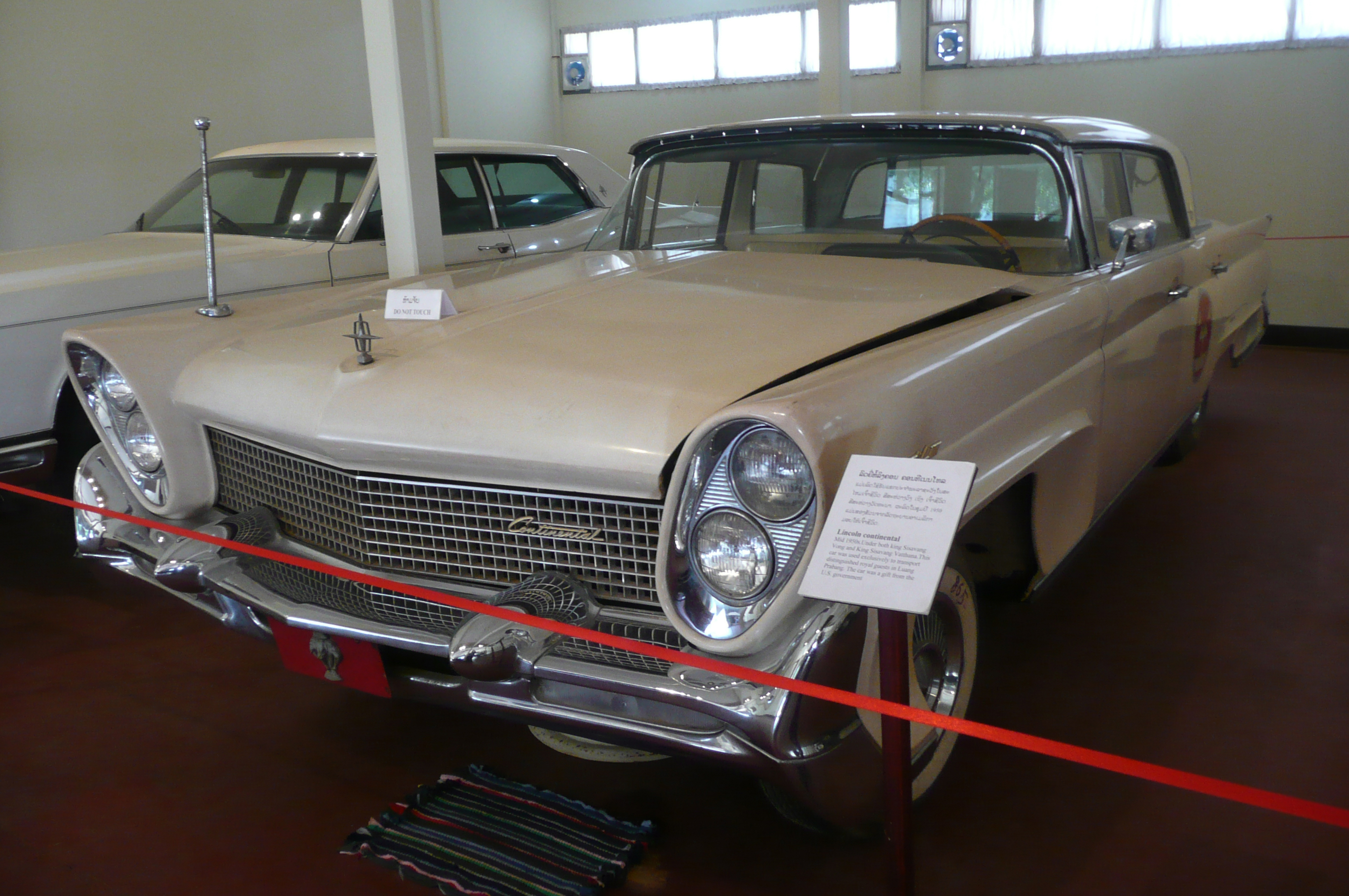
Continental Mark III 4-deurs sedan (1958)
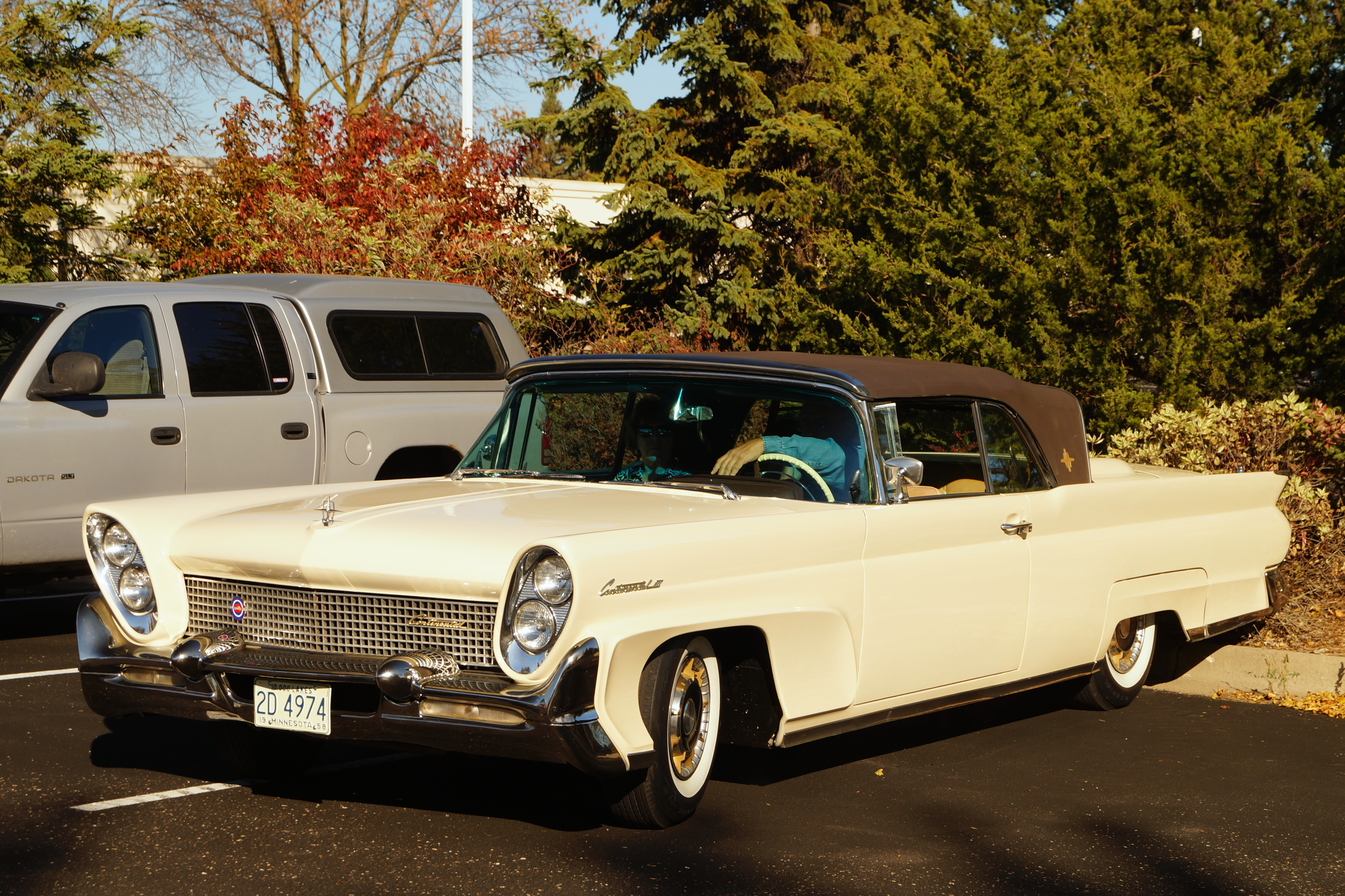
Continental Mark III cabriolet (1958)
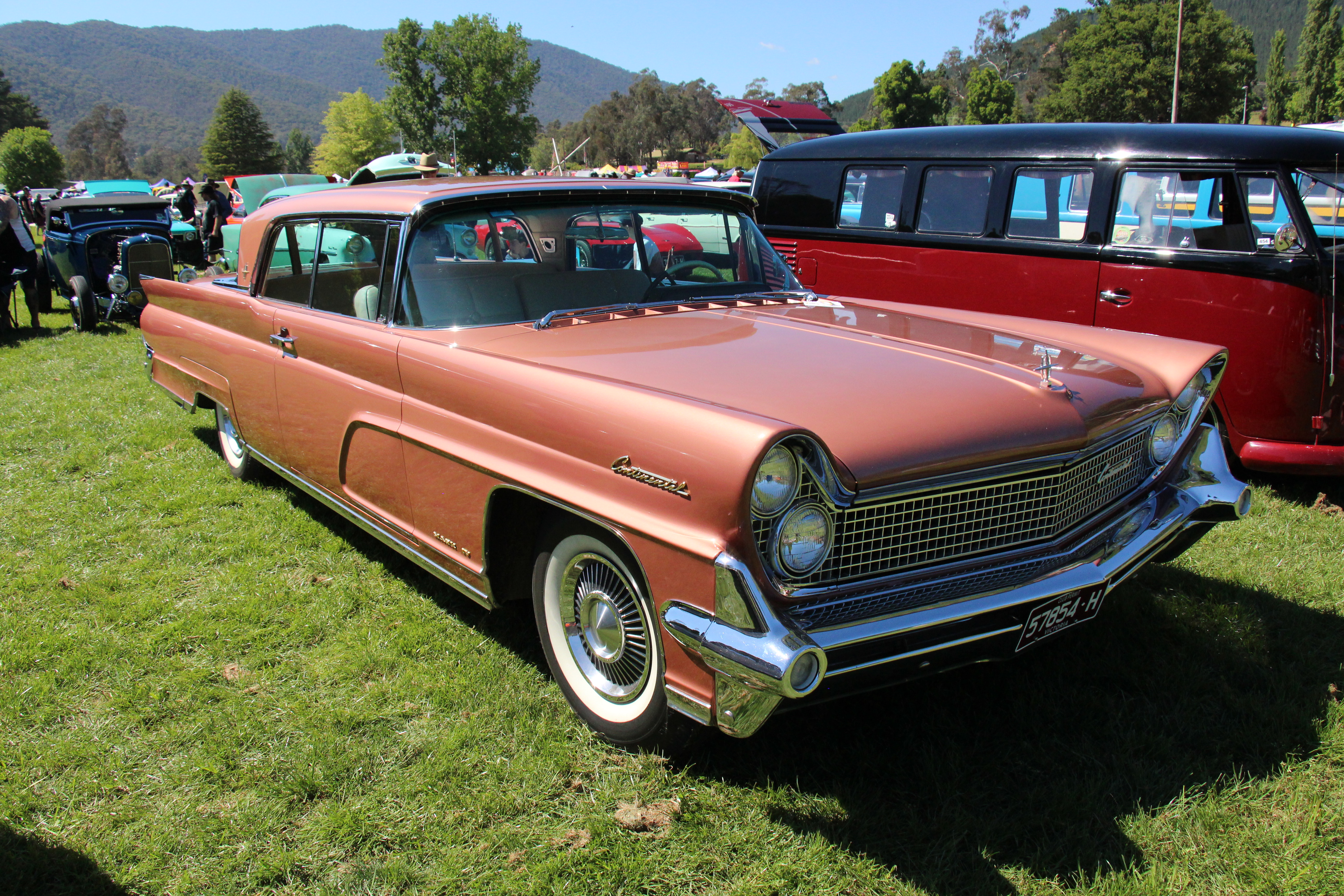
Continental Mark IV coupé (1959)
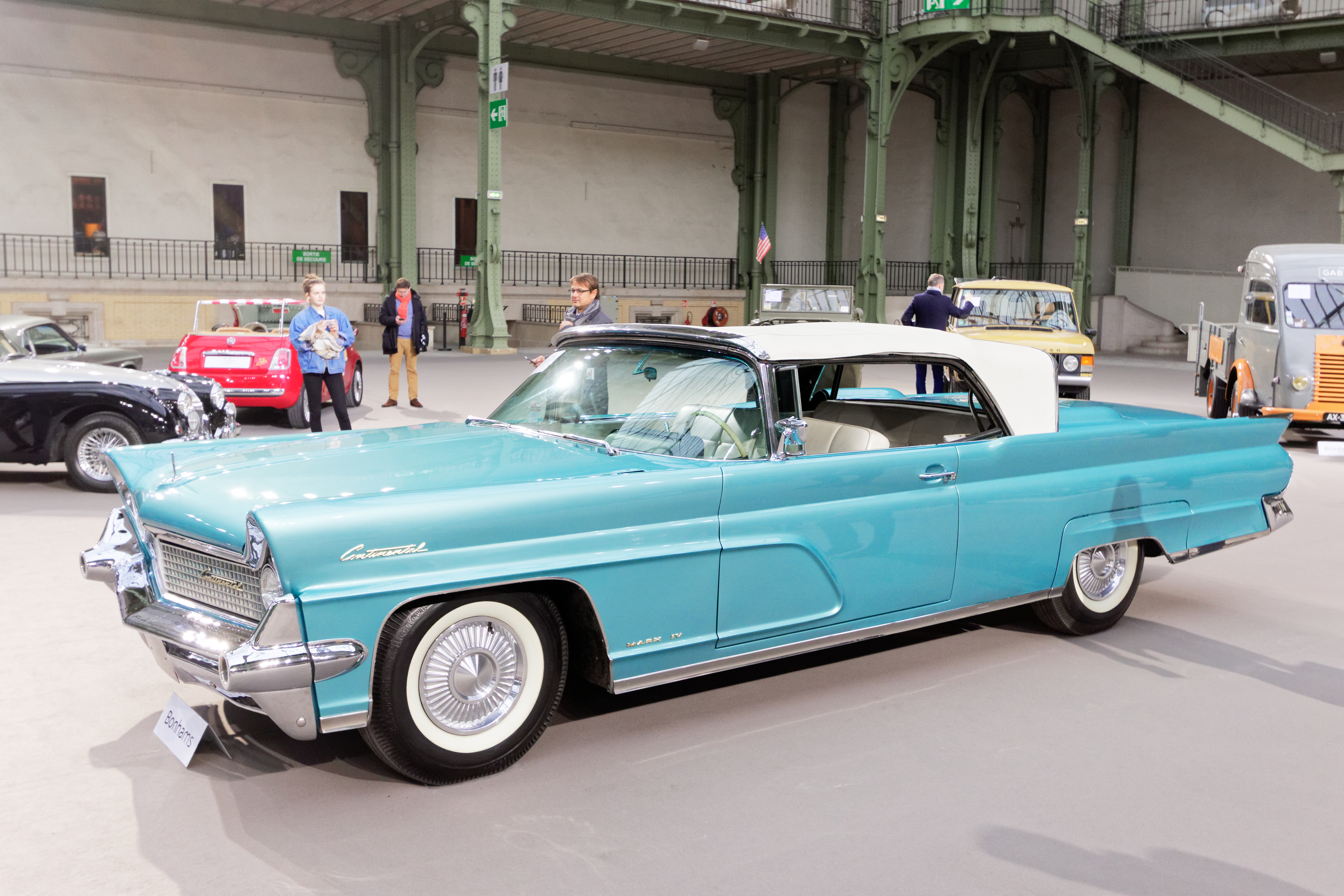
Continental Mark IV cabriolet (1959)
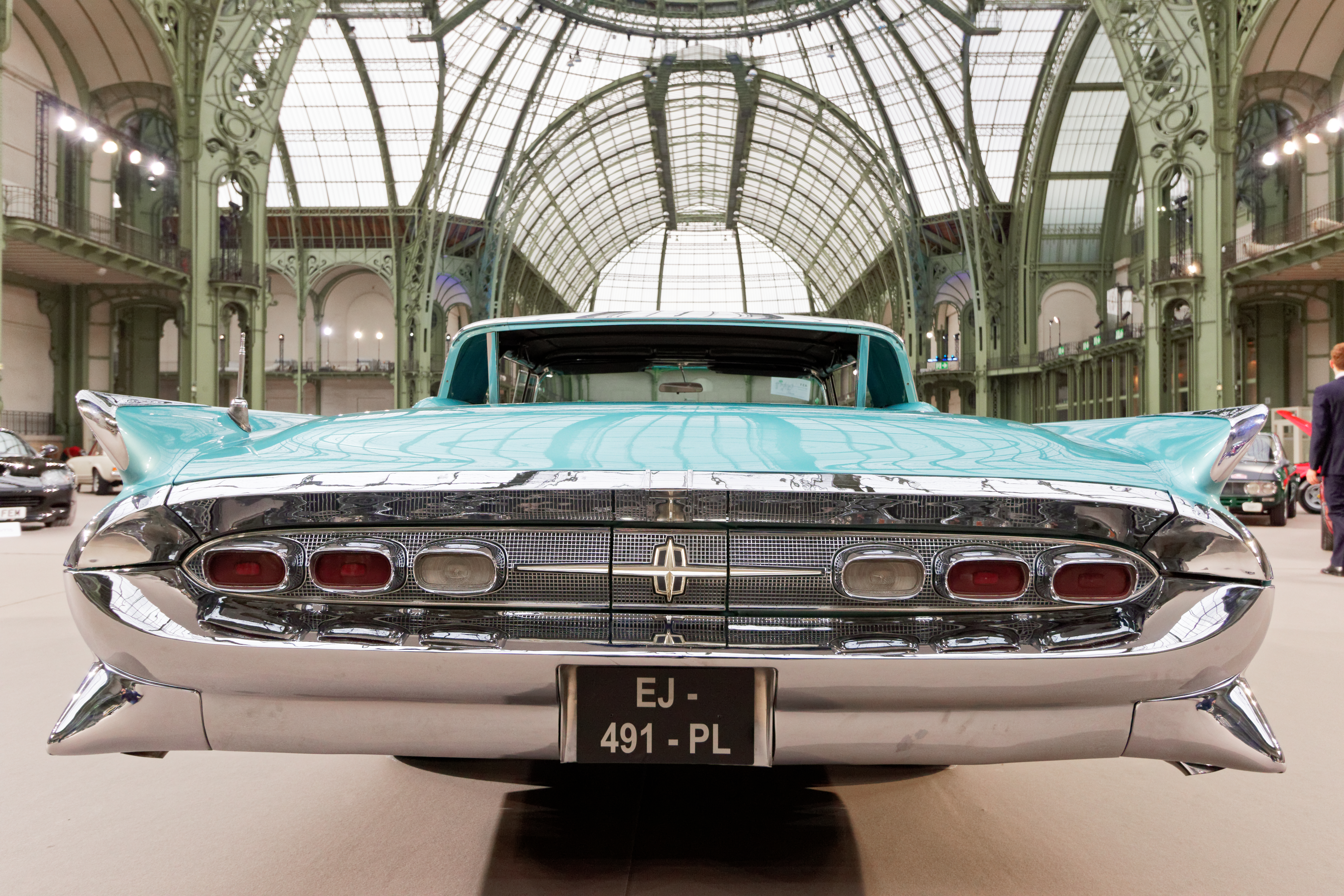
Continental Mark IV cabriolet (1959), achteraanzicht
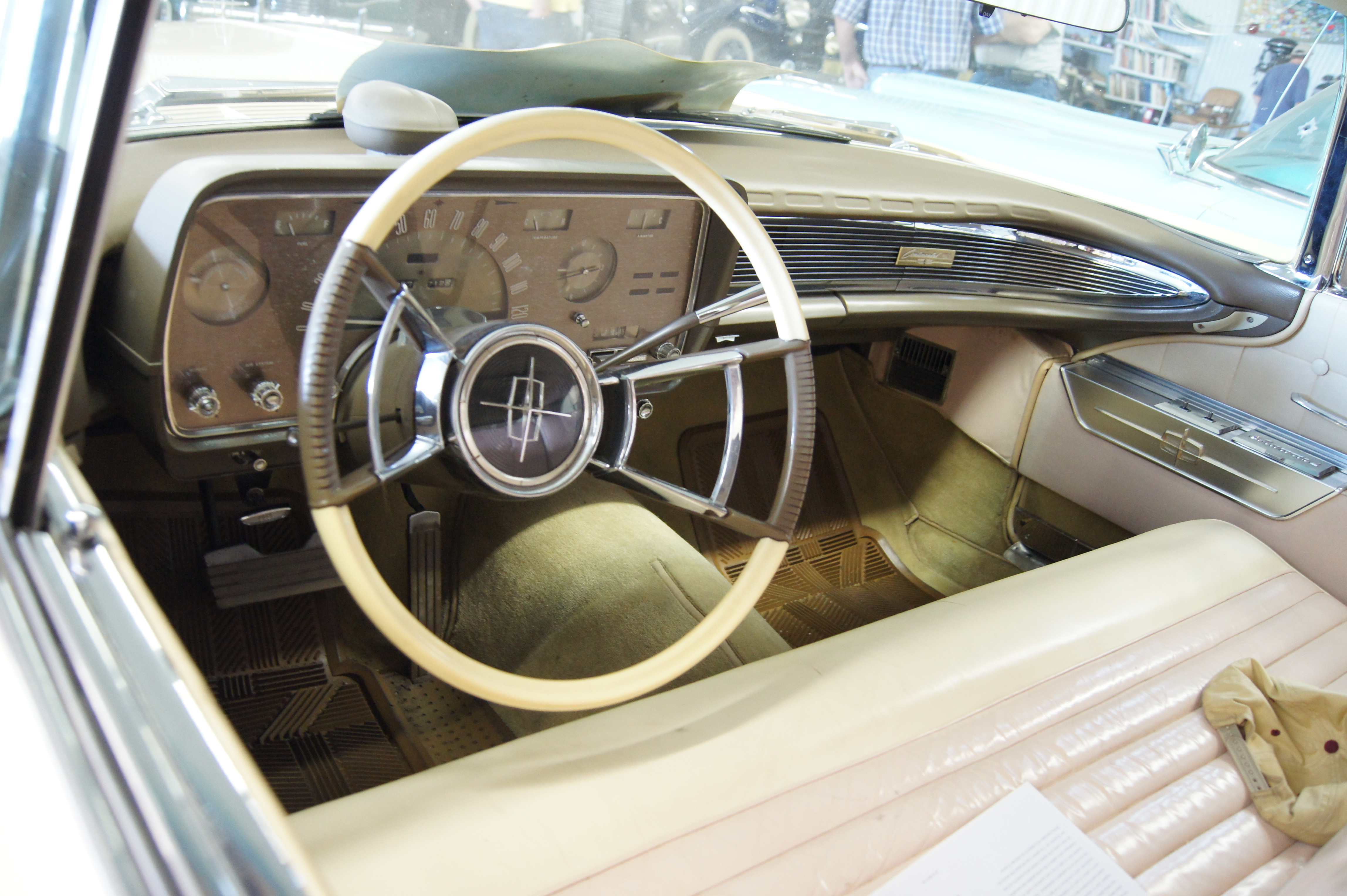
Continental Mark IV (1959), interieur
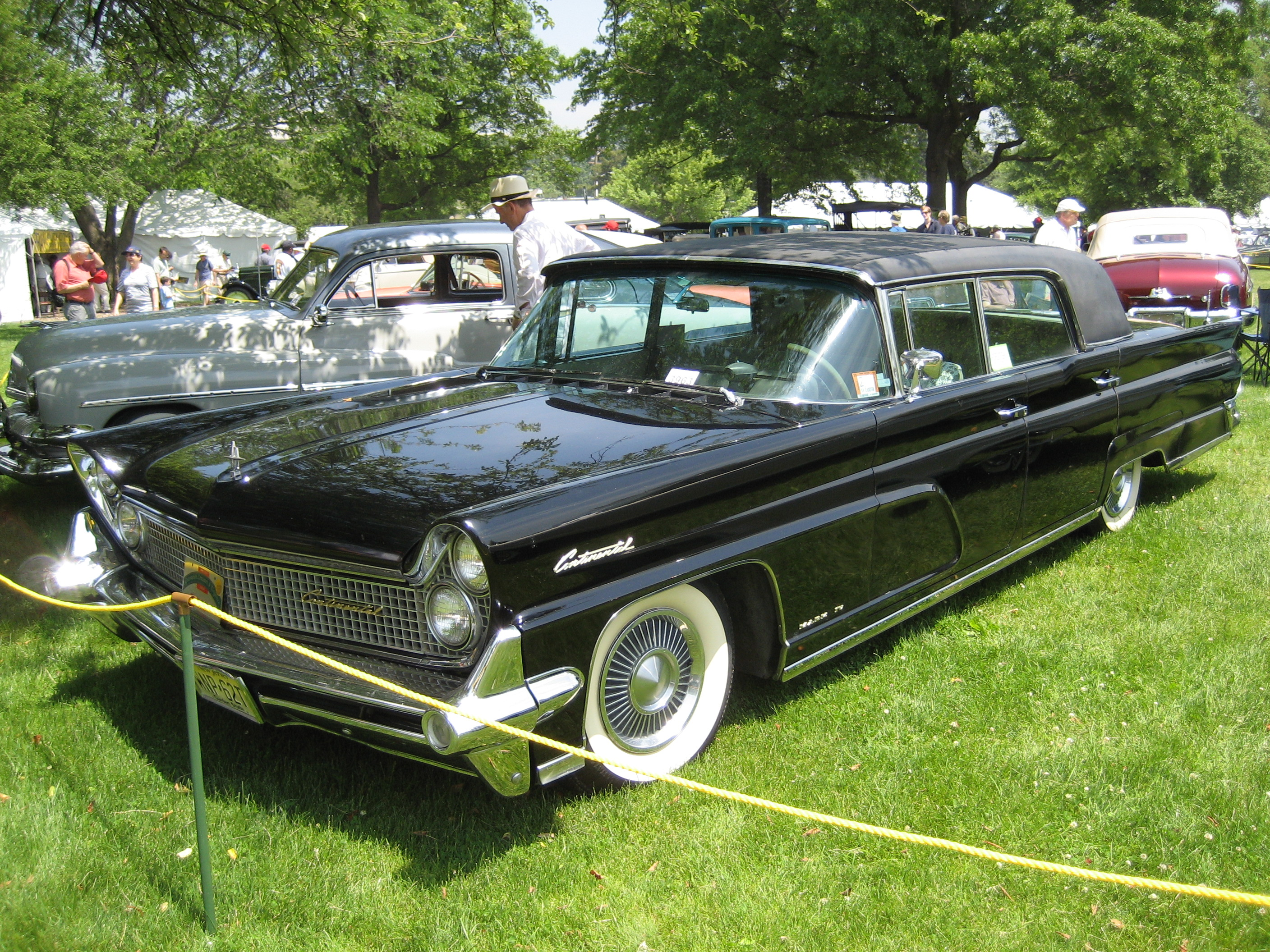
Continental Mark IV Town Car (1959)
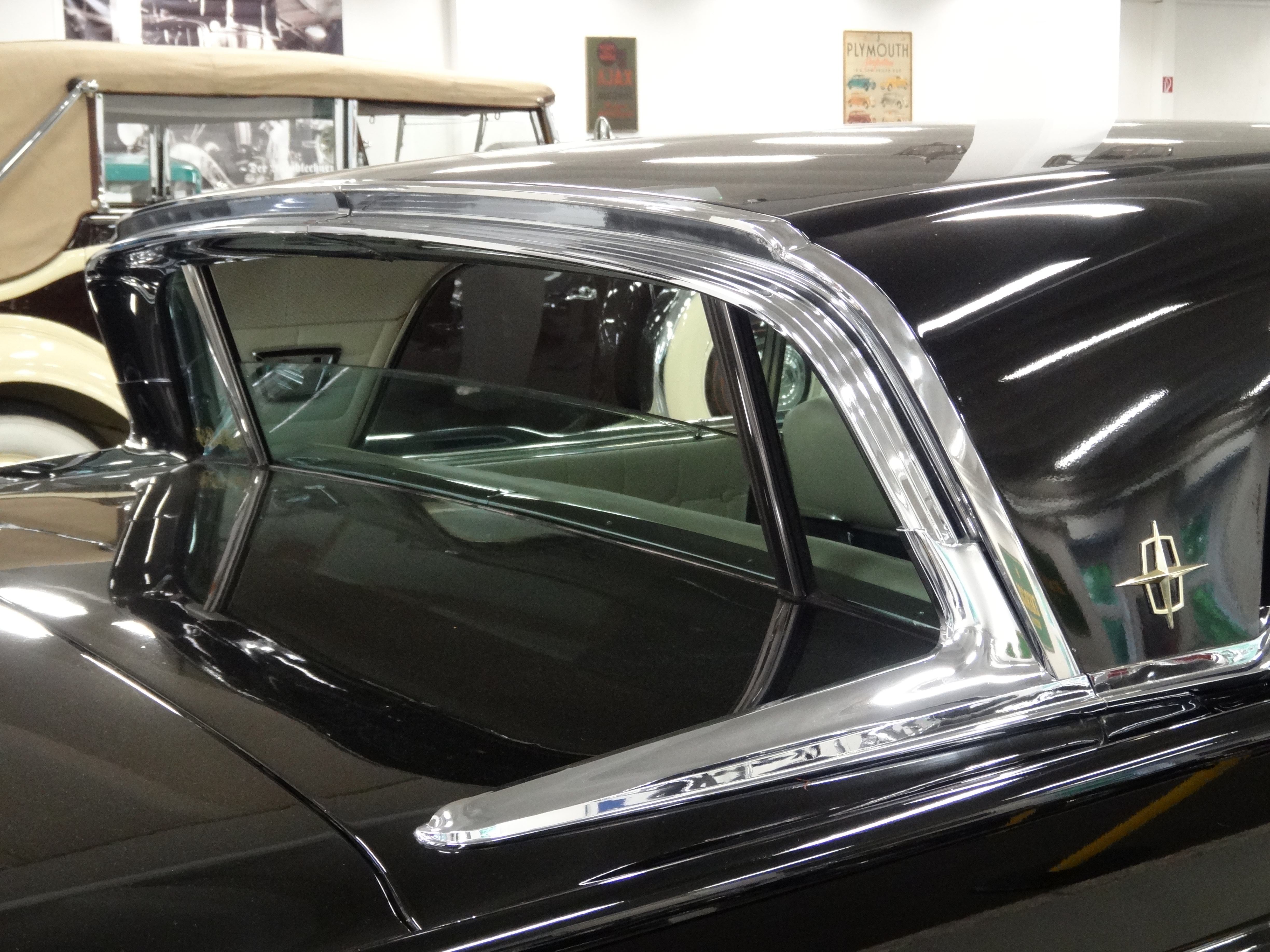
Continental Mark IV (1959), "Breezeway" achterruit
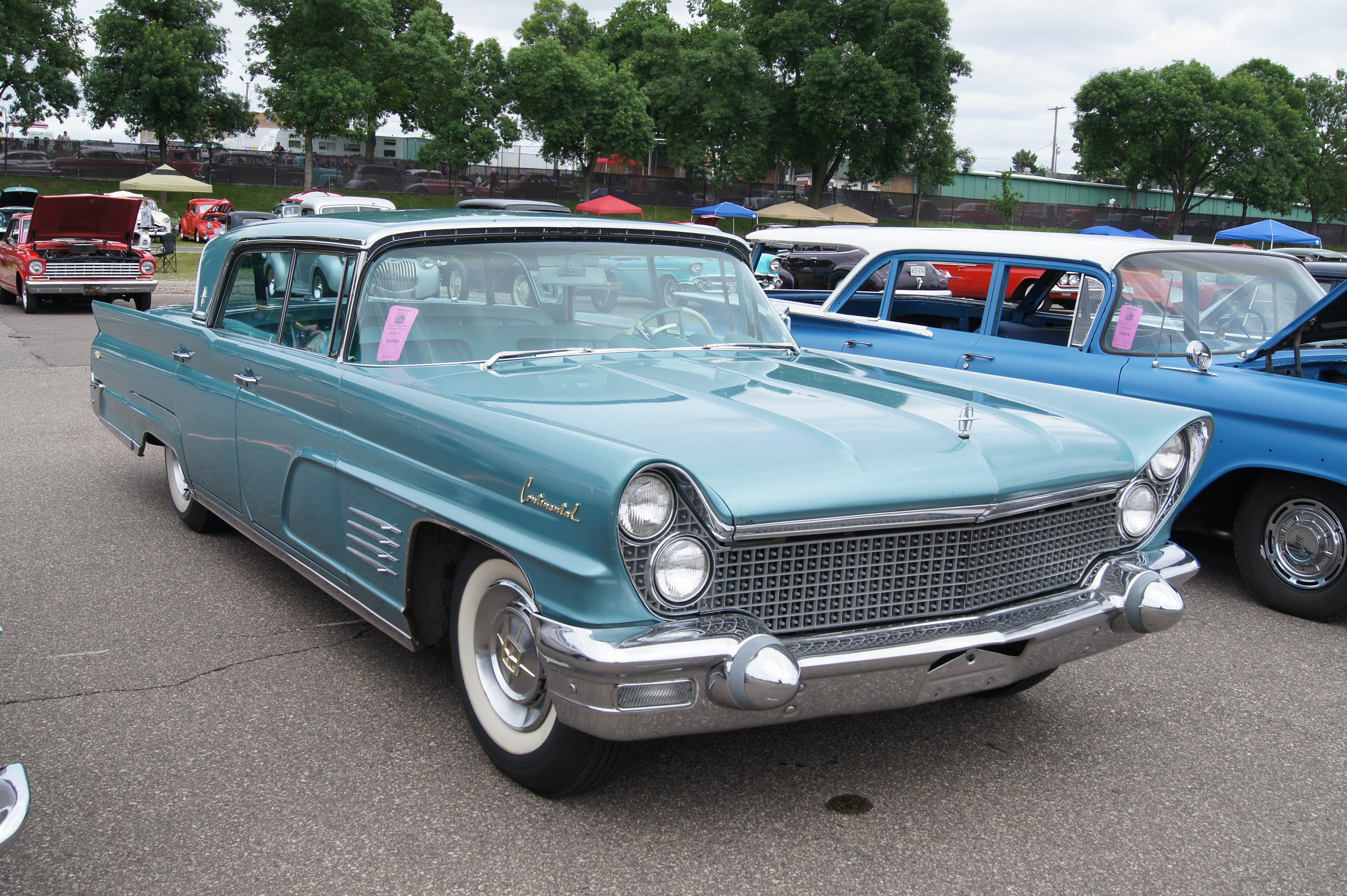
Continental Mark V Landau (1960)
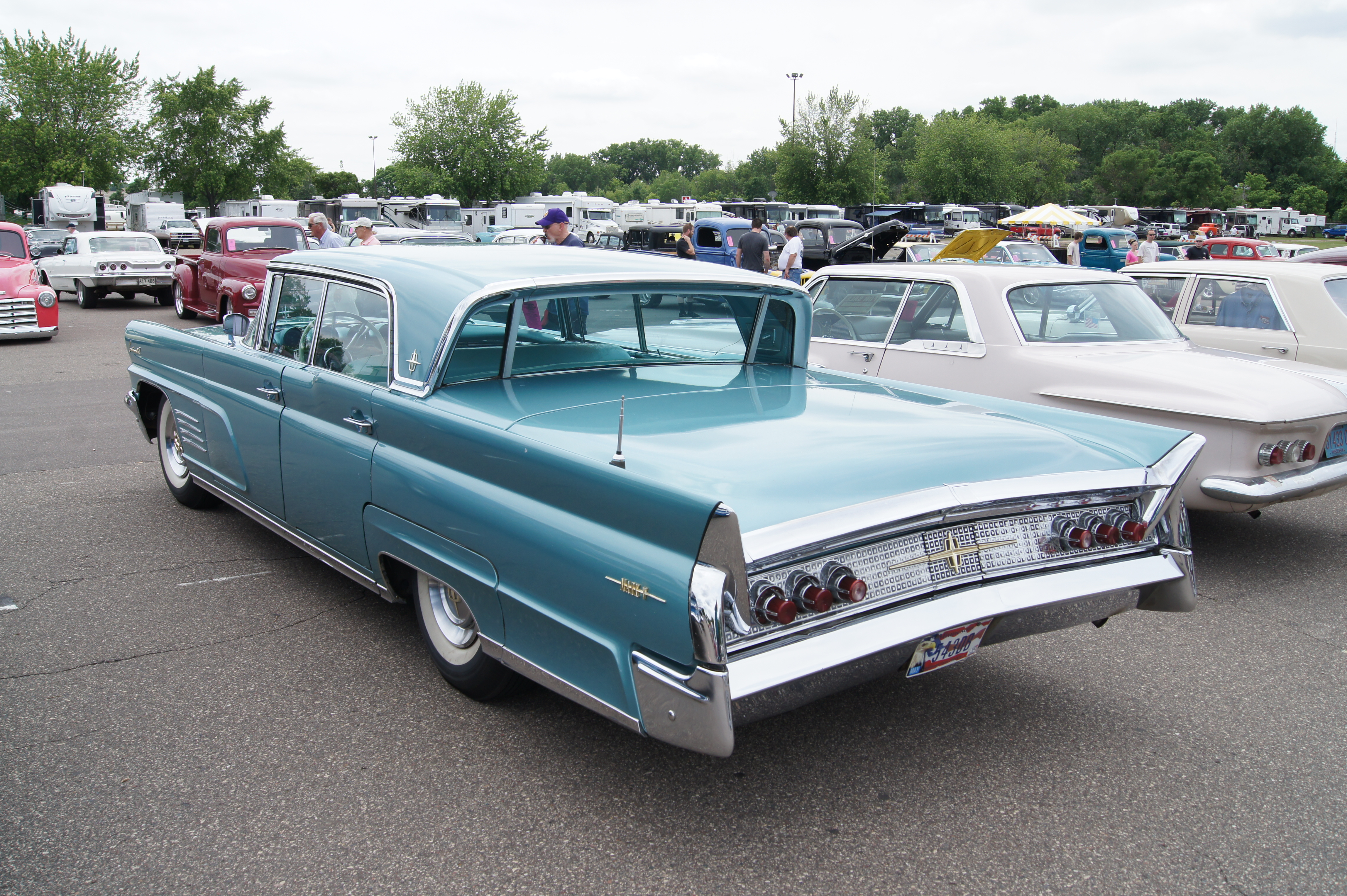
Continental Mark V Landau (1960), achteraanzicht
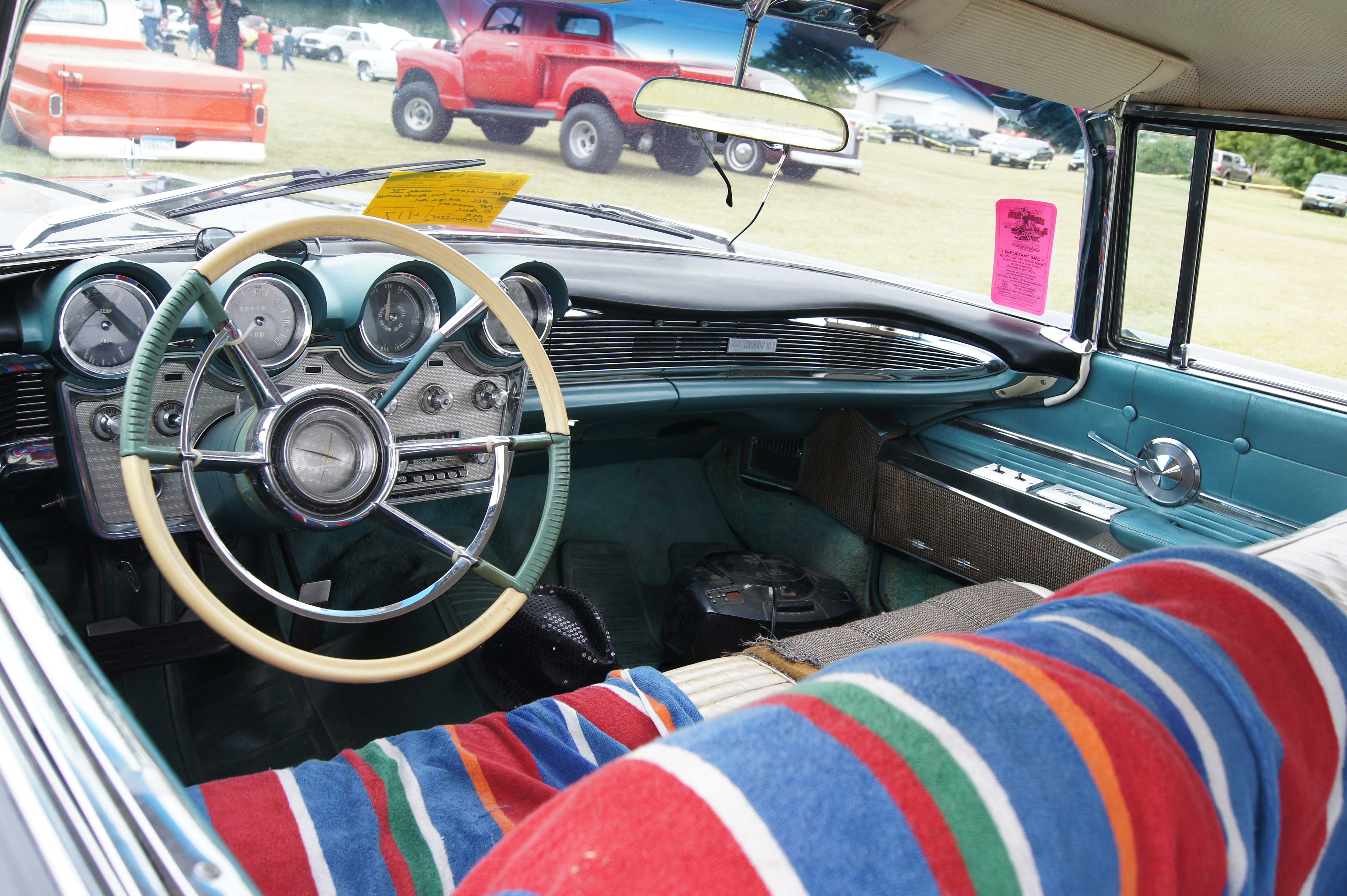
Continental Mark V Landau (1960), interieur

### Continental Mark III (1968-1971)
In april 1968 bracht Ford de Continental Mark III uit. Hoewel deze nieuwe Personal Luxury Coupé door de Lincoln-Mercury divisie gebouwd werd, besloot Ford om marketingredenen de naam Lincoln achterwege te laten en de wagen gewoon Continental Mark III te noemen. Ford negeerde daarbij de Continental Mark III tot V van 1958 tot 1960 in de nummering om de nieuwe Mark III in de markt te zetten als de directe opvolger van de Mark II luxecoupé uit de jaren vijftig. In dit verband was Henry Ford II van mening dat de zware, onaantrekkelijke modellen van eind jaren vijftig de naam Continental niet waardig waren.
De Mark III concurreerde rechtstreeks met de nieuwe Cadillac Eldorado die in 1966 werd uitgebracht. De Mark III gebruikte hetzelfde chassis als de Ford Thunderbird, met daarop een carrosserie met een lange motorkap, een strak passagierscompartiment en een korte achterkant. De neus was voorzien van een opvallend, hoekig radiatorrooster in de stijl van Rolls-Royce en koplampen die verborgen zaten achter koplampdeksels wanneer ze niet in gebruik waren. Het kofferdeksel had een halfronde uitstulping, wat de indruk gaf dat er een staand reservewiel onder zat. Dit was echter gewoon een designkenmerk, het reservewiel lag eigenlijk gewoon in de kofferbak.
Net als bij de standaard Lincoln-modellen werd de Continental Mark III aangedreven door een 7,5-liter V8-motor met 365 pk (SAE gross). Optioneel konden onder meer het Sure-Track antiblokkeersysteem (ABS) en een sperdifferentieel geleverd worden. De wagen bood het grootst mogelijk comfort voor de inzittenden: de ramen en zetels werden elektrisch bediend en er was ook stuur- en rembekrachtiging. Om het voertuiggeluid zoveel mogelijk te verminderen werd er 75 kg isolatiemateriaal gebruikt. De zetels waren bekleed met leer en voor het dashboard, dat aanvankelijk in imitatiehout was uitgevoerd, werd vanaf 1970 echt walnoothout gebruikt. Het klokje was van Cartier, de samenwerking met dit luxemerk moest de exclusiviteit van de Lincoln en Continental voertuigen vergroten.
In 1970 werden een aantal wijzigingen aangebracht: voor het eerst was een vinyl dak standaard en de ruitenwissers waren voortaan volledig weggewerkt. Het interieur kreeg een vergrendelbare stuurkolom en driepuntsgordels vooraan. In 1971 werd automatische klimaatregeling standaard.
Er werden in totaal ongeveer 79.000 exemplaren geproduceerd.

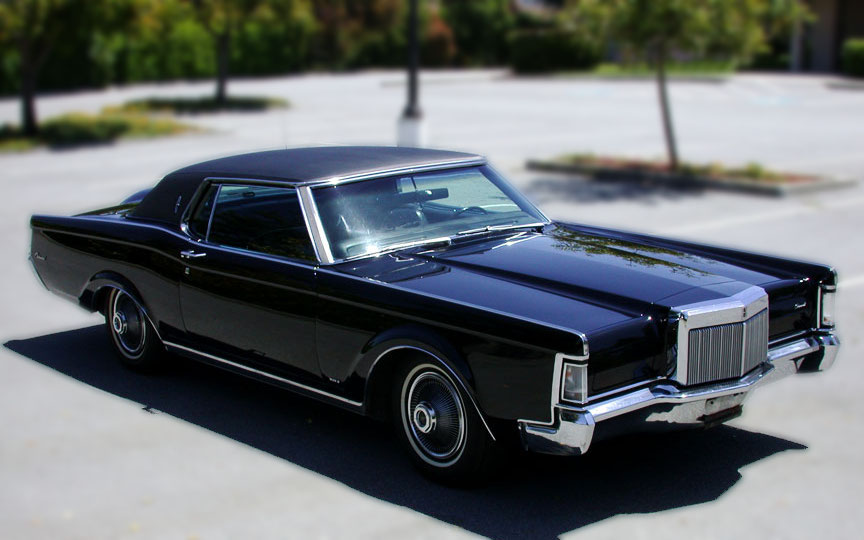
Continental Mark III (1969)
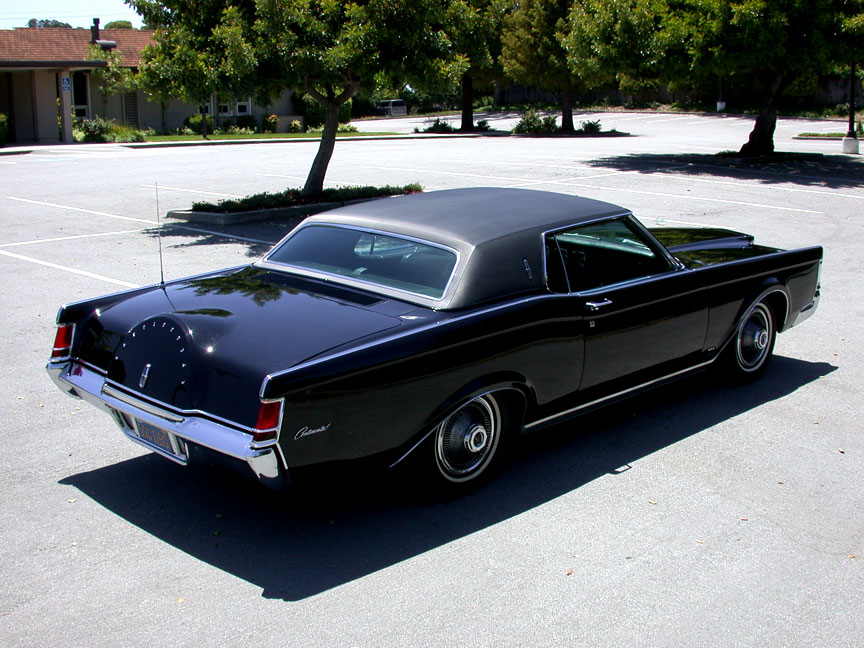
Continental Mark III (1969), achteraanzicht
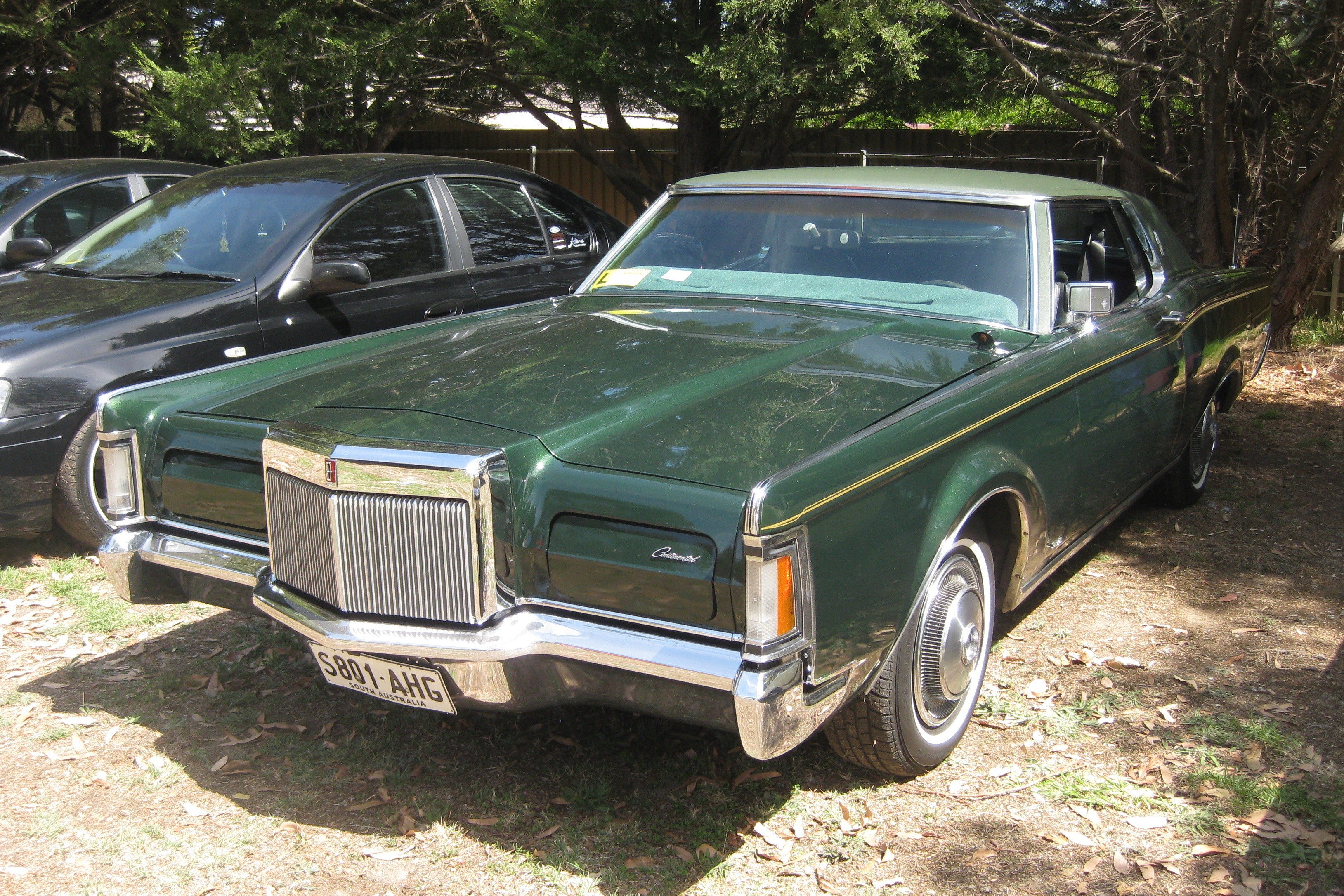
Continental Mark III (1970) met weggewerkte ruitenwissers
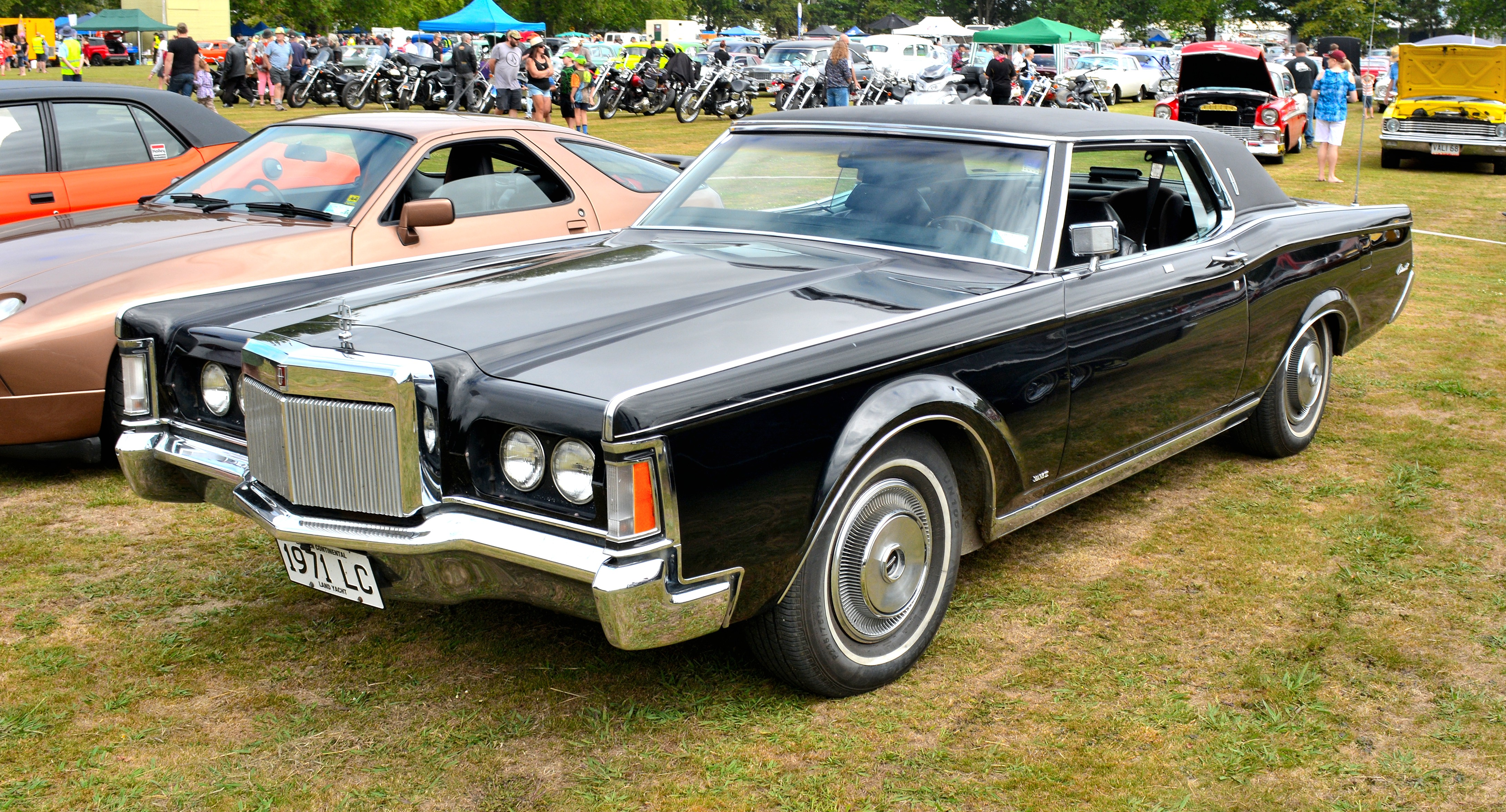
Continental Mark III (1971) met de koplampdeksels geopend
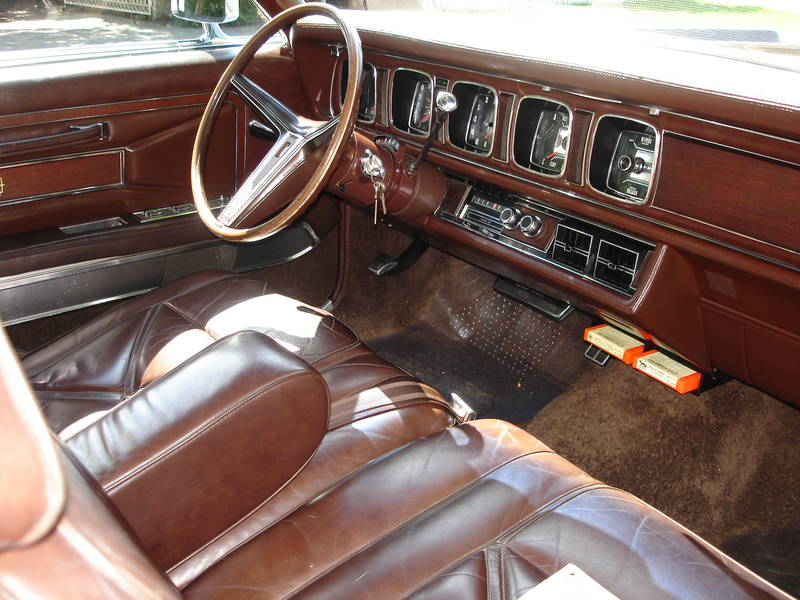
Continental Mark III (1971), interieur
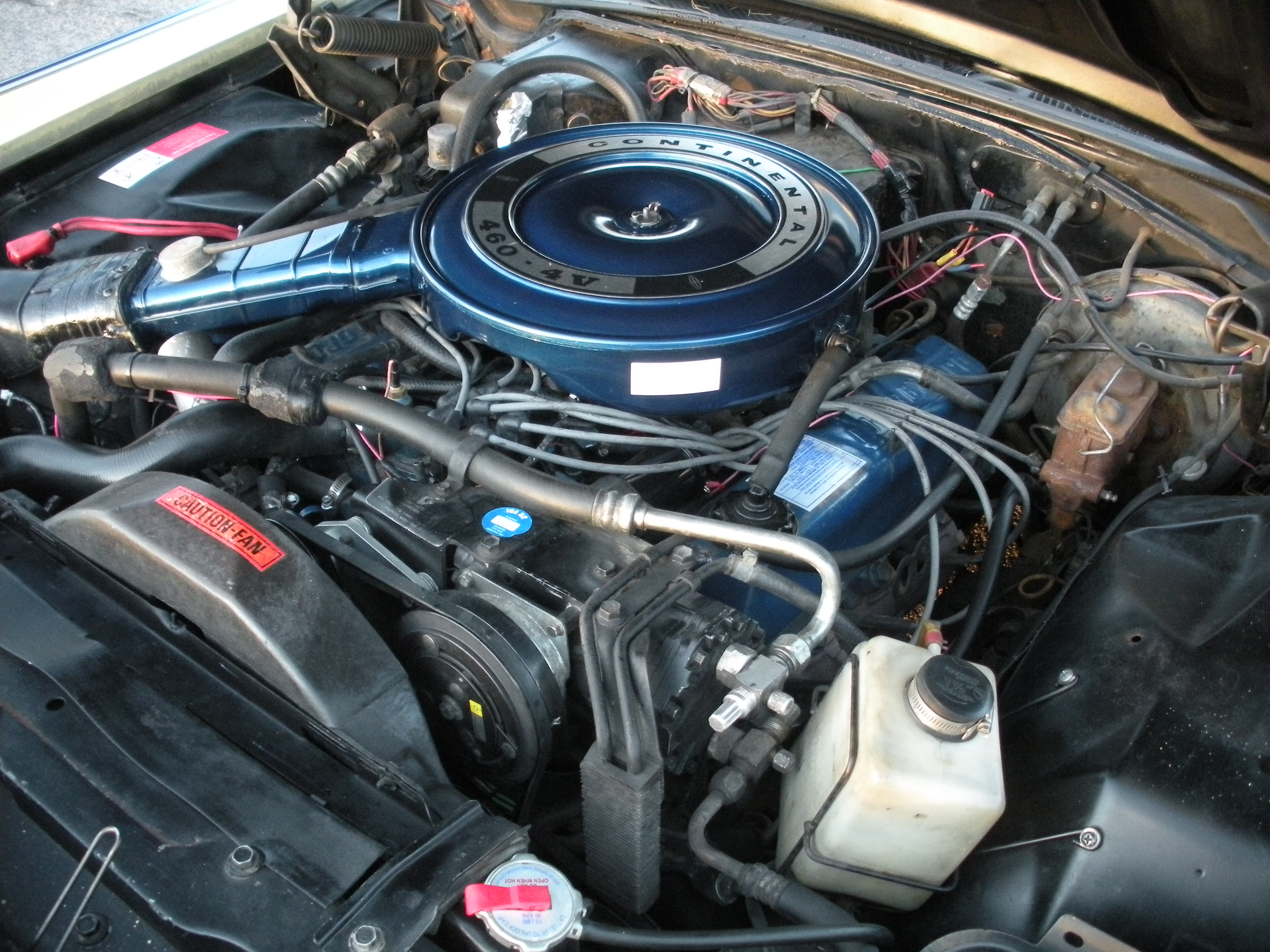
Continental Mark III (1971), de 7,5-liter V8-motor

### Continental Mark IV (1971-1976)
In 1971 lanceerde Ford de Continental Mark IV. De wagen was technisch nauw verwant aan de toenmalige Ford Thunderbird. Beide voertuigen deelden het chassis, de aandrijflijn en de carrosseriestructuur. Om de productiekosten verder te reduceren hadden de twee modellijnen een gemeenschappelijke daklijn. De Mark IV kreeg wel andere carrosseriepanelen.
De carrosserie van de Mark IV volgde opnieuw het zogenaamde "Long Nose Short Deck"-principe: de motorkap van de Mark IV was nog langer dan die van de Mark III en het achterste gedeelte was nog korter. De pseudo-reservewieluitsparing in het kofferdeksel bleef behouden, net als de afgedekte koplampen en het radiatorrooster in Rolls-Royce-stijl dat wel smaller werd. Aanvankelijk werd de voorbumper in het midden verlaagd om een hoger radiatorrooster mogelijk te maken. Vanaf modeljaar 1973 werden wettelijk verplichte veiligheidsbumpers gemonteerd die horizontaal liepen waardoor een hoger radiatorrooster niet langer mogelijk was. Voor het eerst werd ook het zogenaamde Opera Window geïntroduceerd, een ovaal venster in de C-stijl dat een typisch designelement van de Mark-serie zou worden.
De aandrijflijn bleef ongewijzigd: een 7,5-liter V8-motor van Lincoln. Het aangegeven motorvermogen van 212 pk was lager dan bij de vorige generatie, enerzijds omdat vanaf 1972 het aantal pk in nettowaarden opgegeven werd, anderzijds omdat Lincoln onder invloed van de veranderende emissienormen het motorvermogen moest beperken door een kleinere carburateur en inlaatspruitstuk te gebruiken.
Over het algemeen was de Continental Mark IV een heel grote auto die, net als zijn voorganger, veel zwaarder was dan de standaardmodellen van Lincoln. Hoewel de Mark IV langer en breder was dan de Mark III bood hij aanzienlijk minder passagiers- en kofferruimte.
Vanaf modeljaar 1976 introduceerde Lincoln speciale versies van de Mark IV, waarvan het ontwerp uit de handen kwam van beroemde modeontwerpers. Er waren versies van Bill Blass, Cartier, Hubert de Givenchy en Emilio Pucci, die elk hun eigen lakwerk en interieuraankleding hadden. De modellen uit deze Designer Series waren $ 1.500 tot $ 2.000 duurder dan de standaard Marks.
In vijf jaar tijd werden er meer dan 278.000 exemplaren van de Mark IV gebouwd.

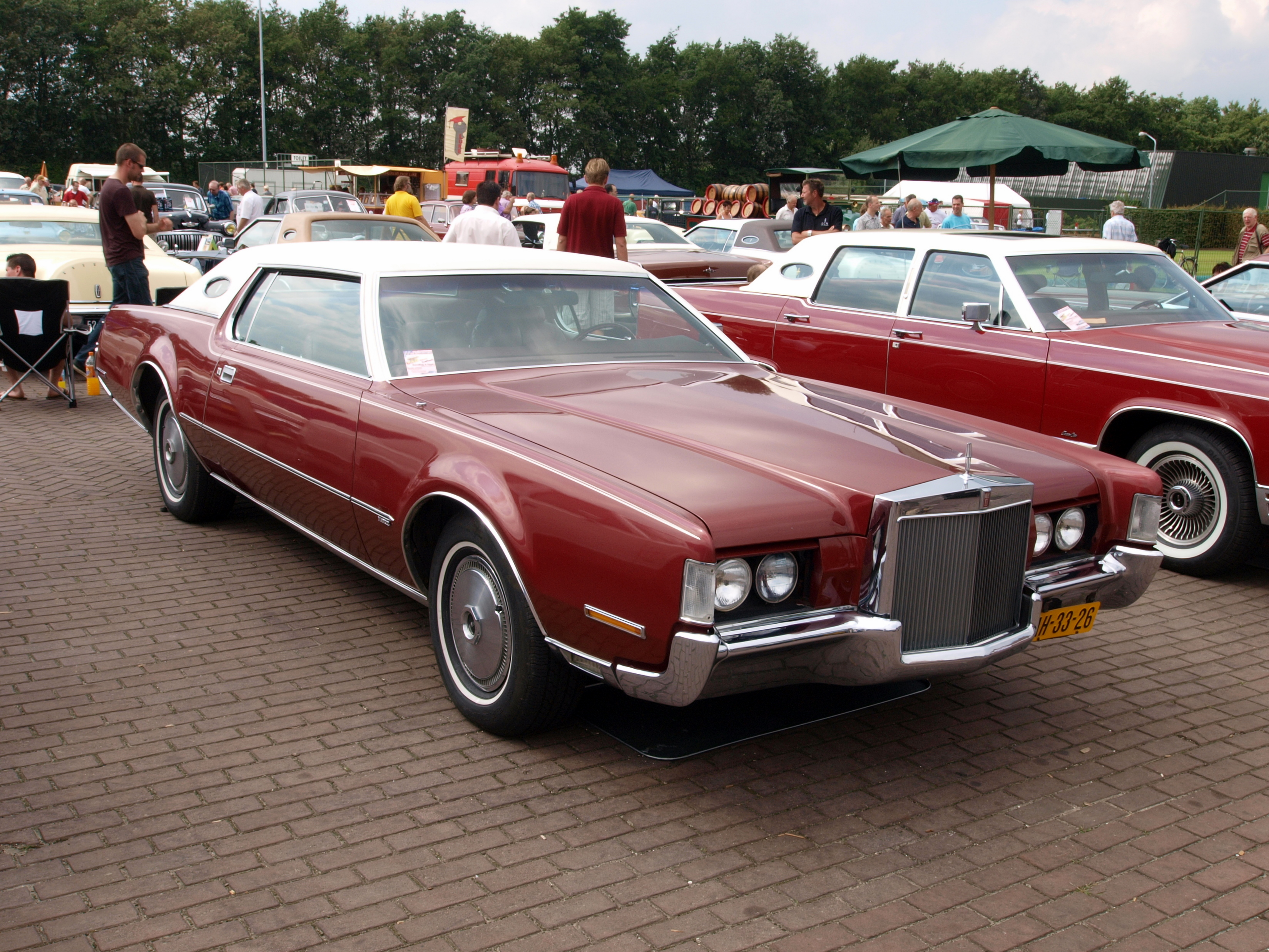
Continental Mark IV (1972), met het verhoogd radiatorrooster en geopende koplampafdekking
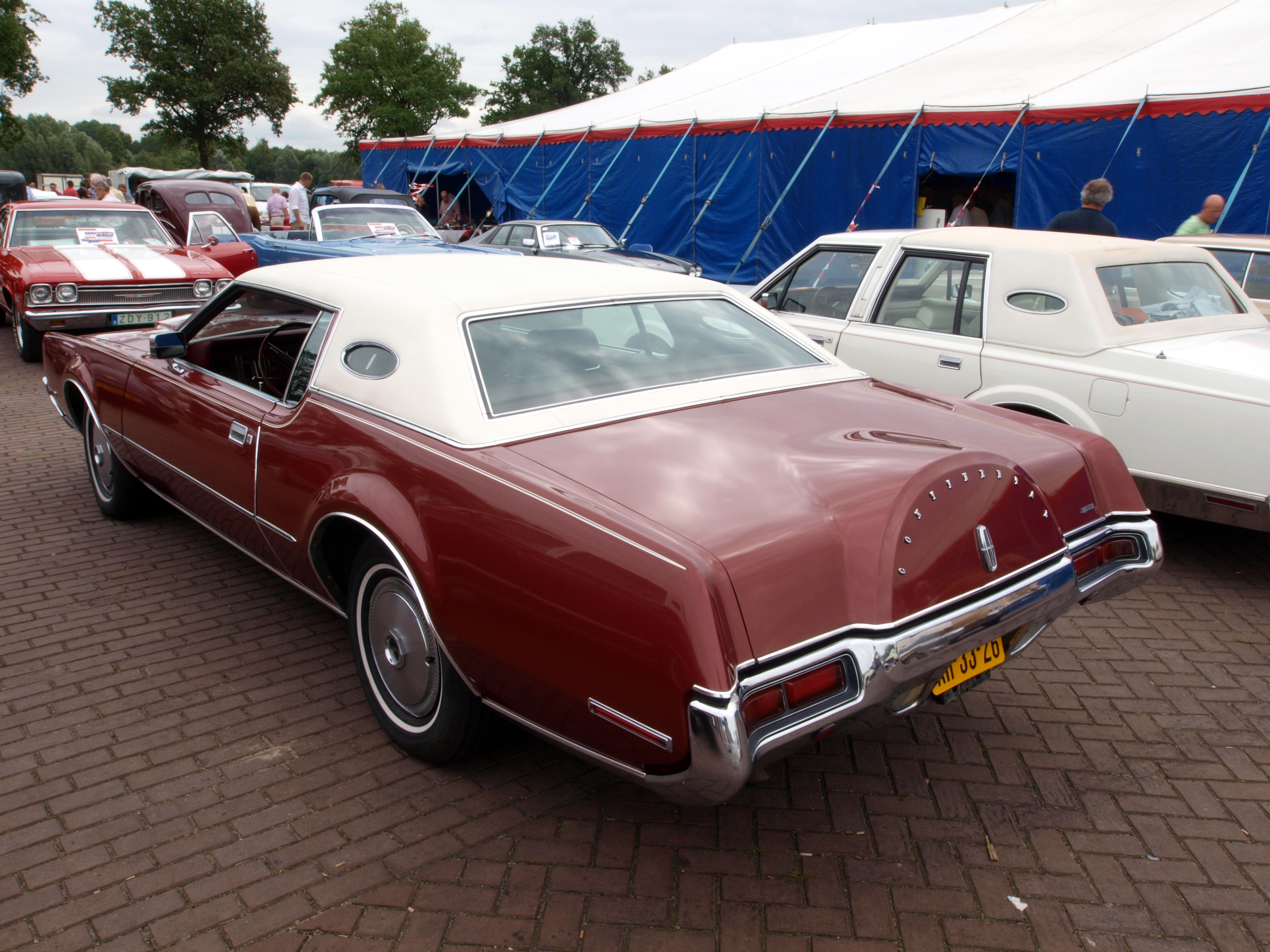
Continental Mark IV (1972), achteraanzicht met het ovaal "Opera Window" in de C-stijl
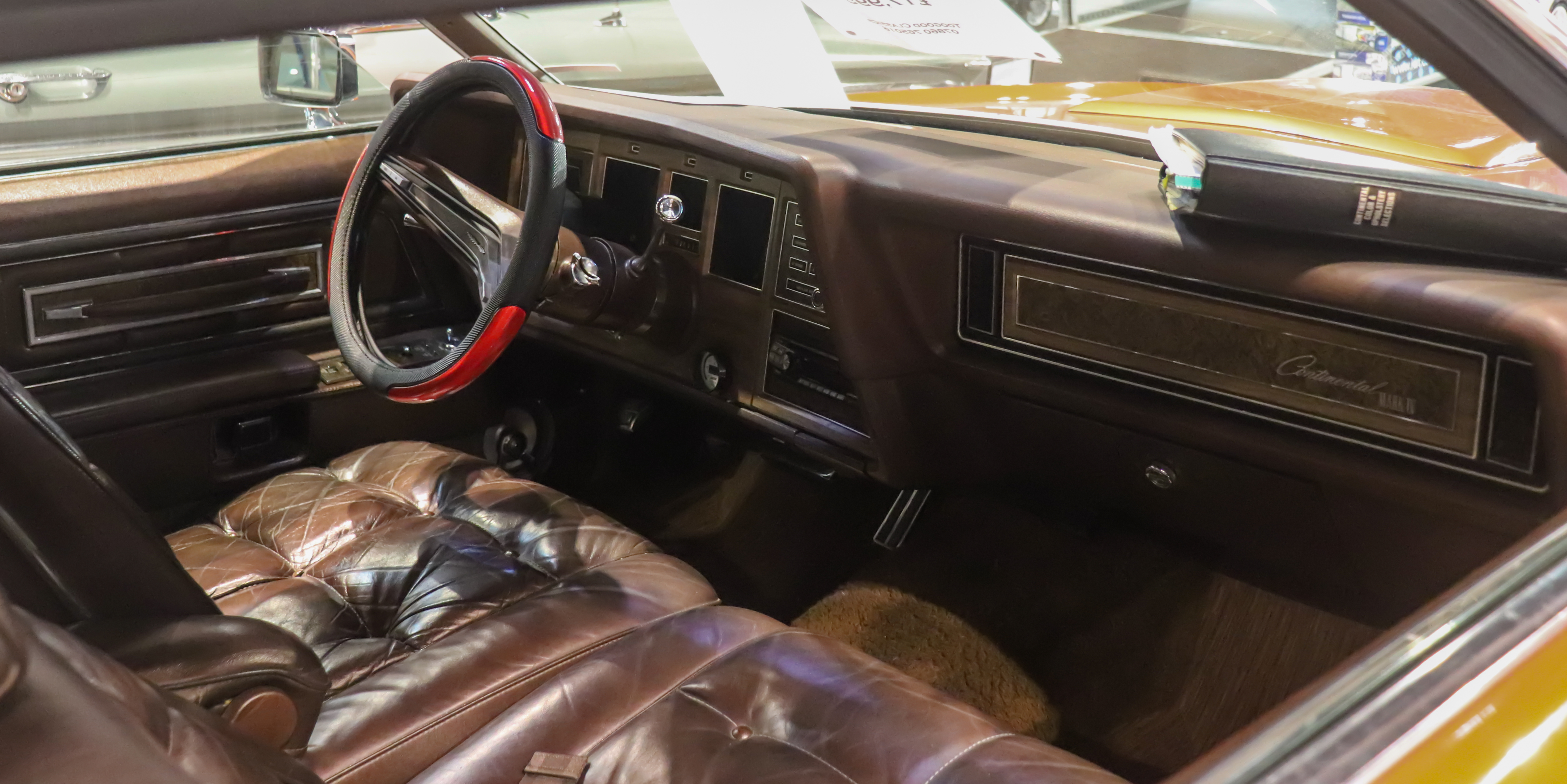
Continental Mark IV (1972), interieur
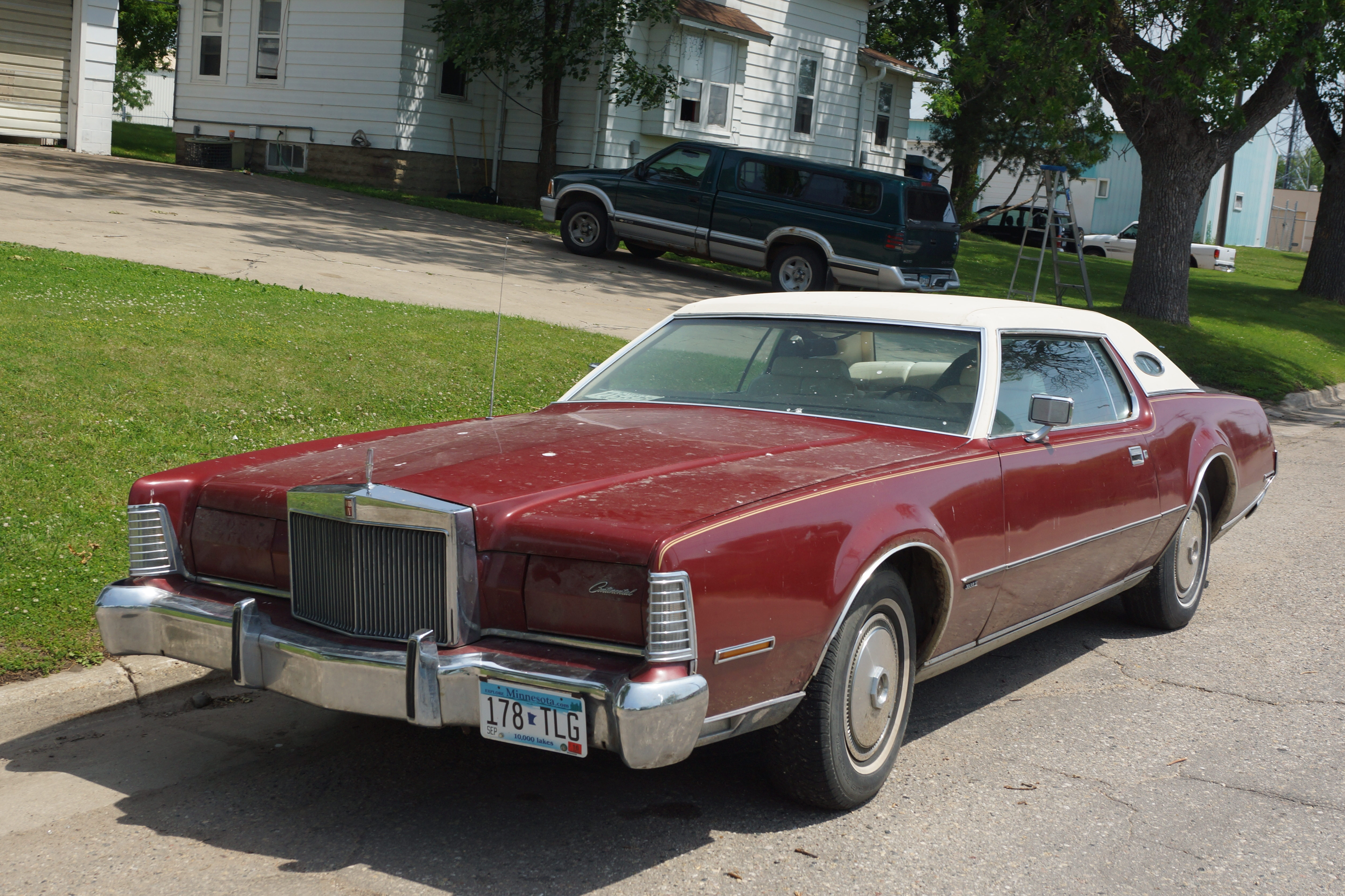
Continental Mark IV (1973), met veiligheidsbumper
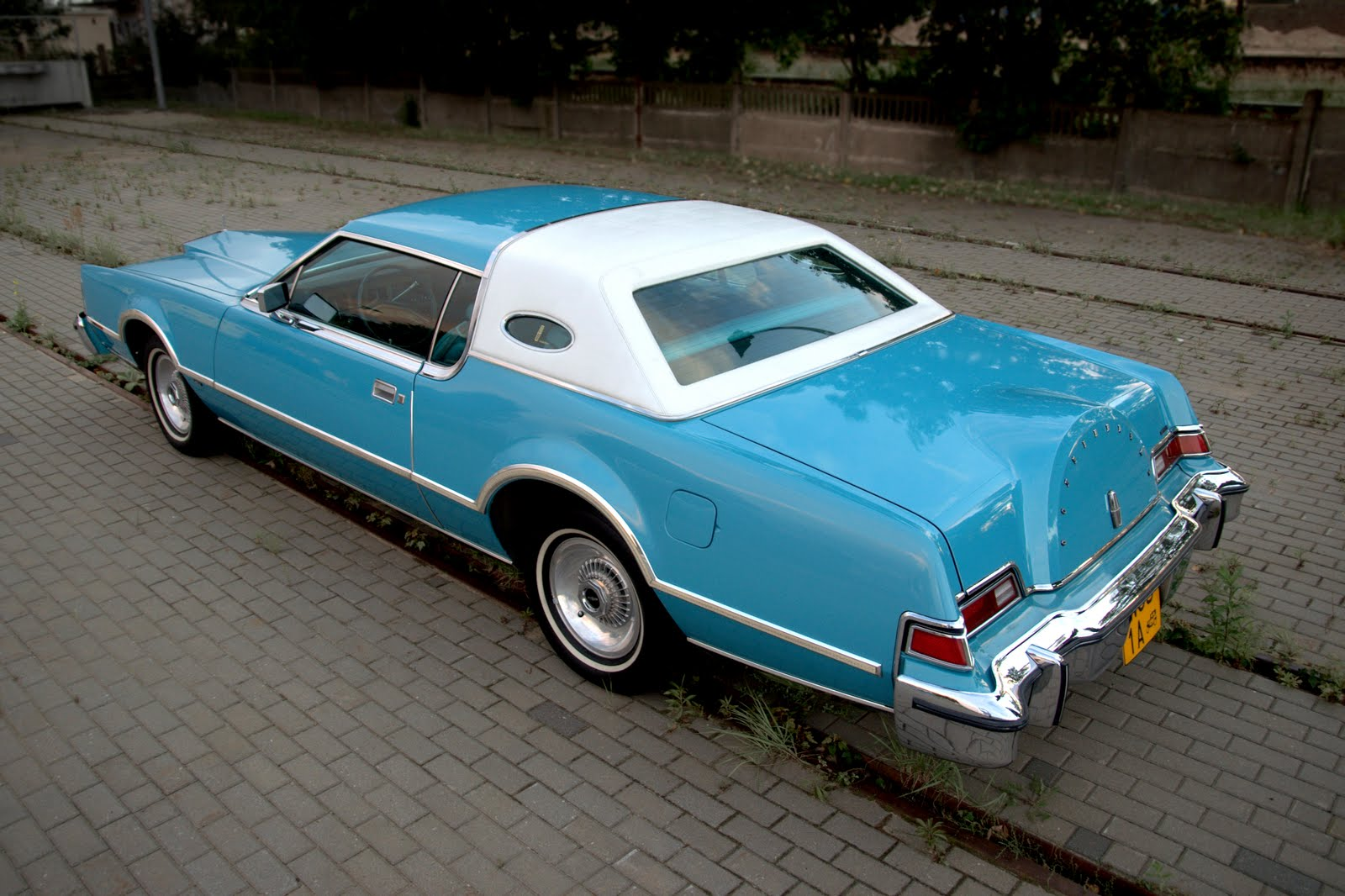
Continental Mark IV Givenchy Designer Edition (1976)

### Continental Mark V (1977-1979)
De Continental Mark V verscheen in 1977 op de markt. In tegenstelling tot zijn voorgangers was deze generatie niet meer verwant aan de toenmalige Ford Thunderbird. Onder invloed van de oliecrisis werd de Ford Thunderbird in 1977 volledig opnieuw ontworpen op basis van de middenklasse Ford LTD II en was daardoor aanzienlijk kleiner geworden. Lincoln voerde deze verkleining niet door voor zijn topmodel, sterker nog, de Mark V was de enige nieuwe Amerikaanse auto uit eind jaren zeventig die groter was dan zijn voorganger.
Op technisch vlak was de wagen grotendeels gelijk aan zijn voorganger. Het onderstel en de aandrijflijn bleven ongewijzigd en hoewel de lengte van de Mark V toenam tot 5,85 m was het voertuig bijna 250 kg lichter dan de Mark IV. Tegelijkertijd nam de beschikbare ruimte in het interieur toe.
De carrosserie van de Mark V werd wel opnieuw ontworpen en was hoekiger dan zijn voorganger. Al de typische kenmerken van de Mark-serie bleven behouden: een radiatorrooster in Rolls-Royce-stijl, verborgen koplampen, een imitatie reservewieluitstulping in de kofferklep en de ovale ruit in de C-stijl. Nieuw waren de verticale achterlichten en de drie ventilatiesleuven in de voorspatborden die louter cosmetisch waren en verder geen functie hadden.
Standaard werd een 6,6-liter V8-motor met 179 pk gebruikt. In 1978 werd het vermogen gereduceerd tot 166 pk en in 1979 tot 156 pk. In 1977 en 1978 was in alle staten behalve in Californië de 7,5-liter V8-motor, die sinds de Mark III de standaardmotor was, nog als alternatief verkrijgbaar. Deze motor ontwikkelde 208 pk.
De Designer Series met ontwerpen van Blass, Pucci, Givenchy en Cartier werd voortgezet in gewijzigde kleurencombinaties. Om de 75e verjaardag van het bedrijf te vieren bracht Ford in 1978 een Mark V Diamond Jubilee Edition uit, met twee optionele speciale lakafwerkingen en een uitgebreide luxe uitrusting. In 1979 verving de Collector's Edition het speciale jubileummodel van het voorgaande jaar.
In de televisieserie Dallas reed Jock Ewing, een rol gespeeld door Jim Davis, rond in een model van de Mark V uit 1978.
De Mark V was het meest succesvolle model in de hele Mark-serie. In de loop van drie jaar produceerde Lincoln in totaal bijna 229.000 exemplaren.

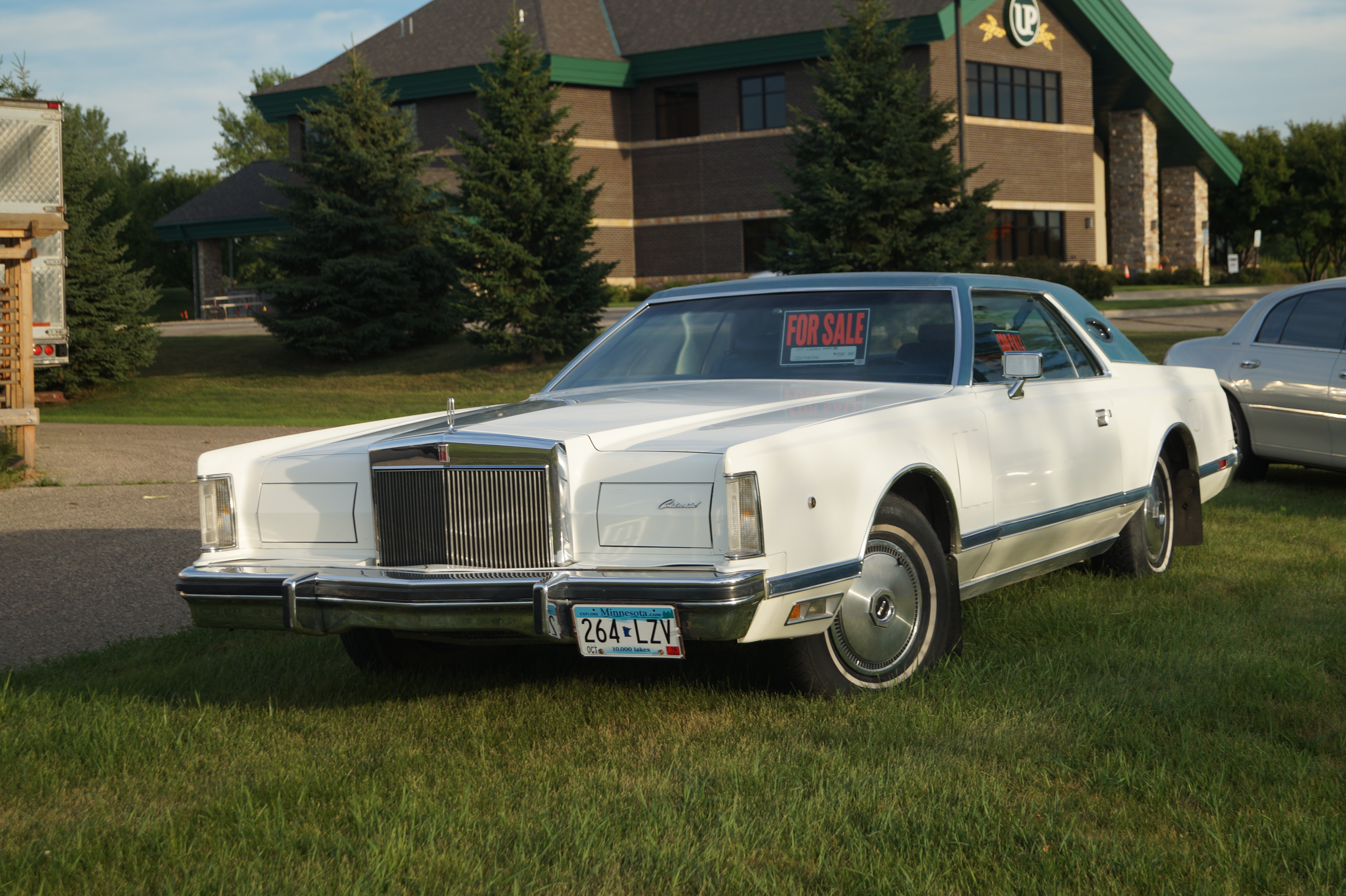
Continental Mark V (1977)
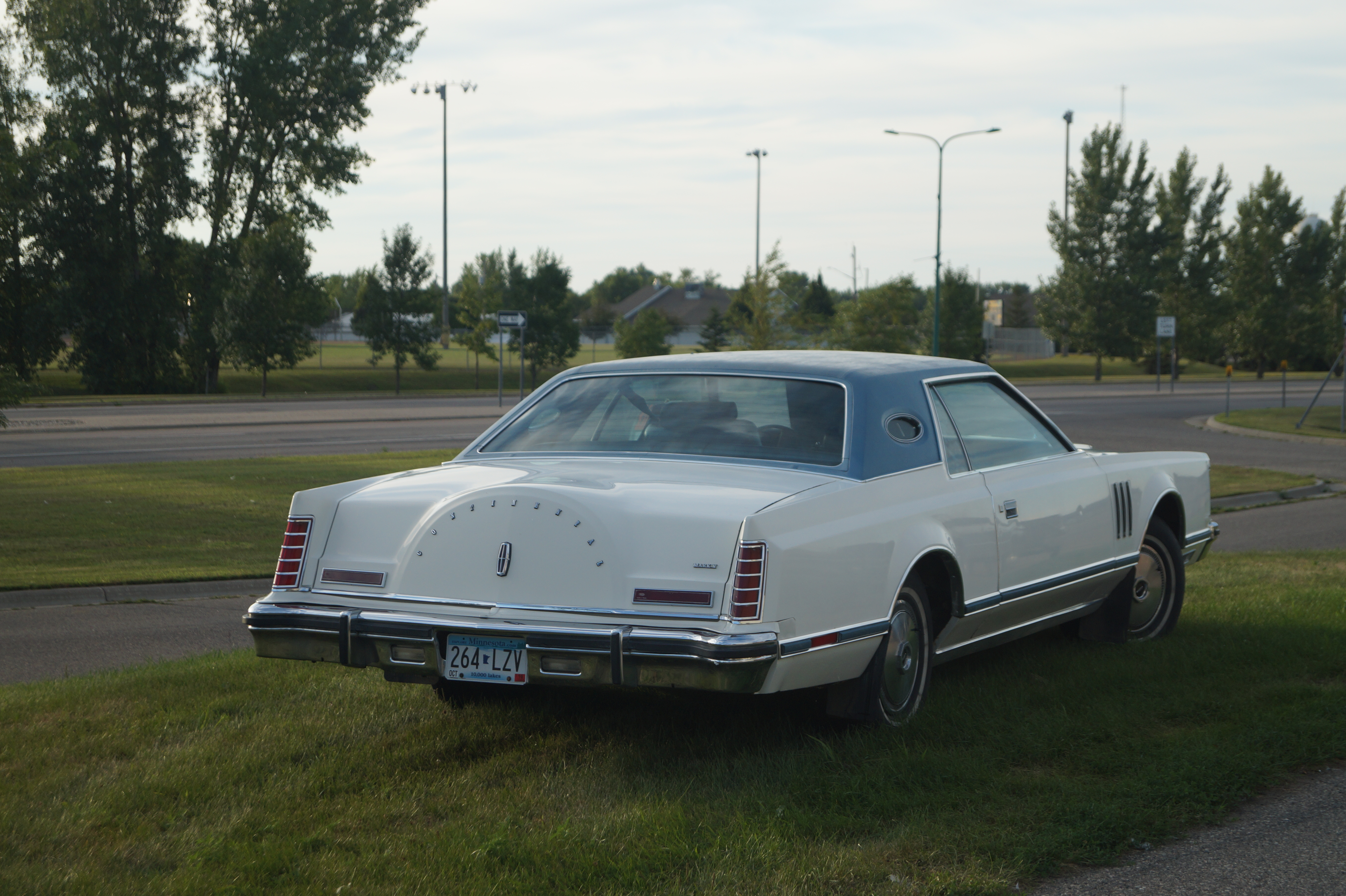
Continental Mark V (1977), achteraanzicht
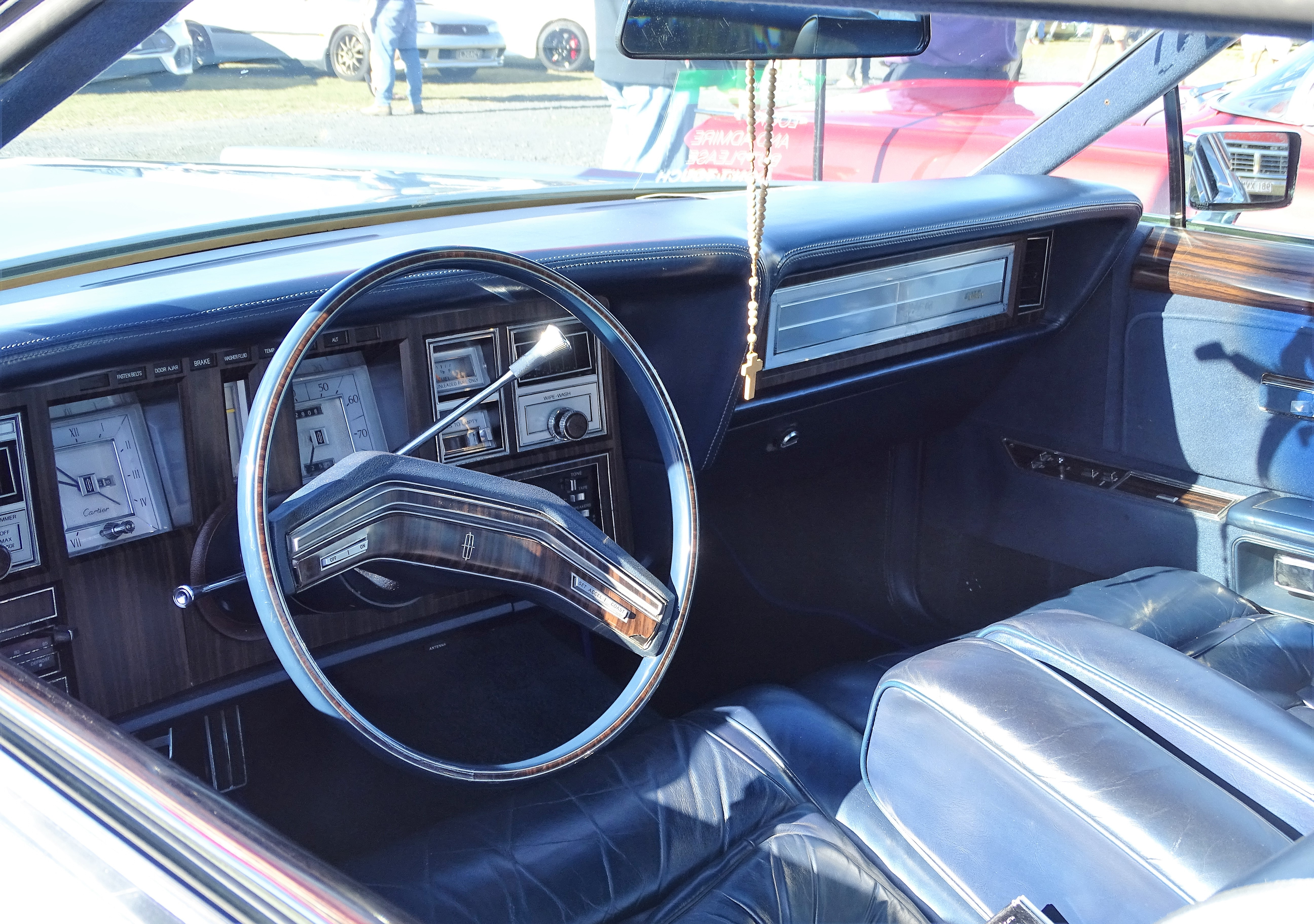
Continental Mark V, interieur
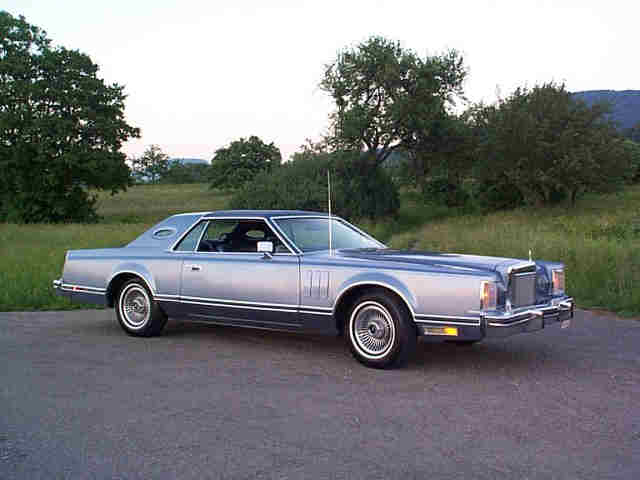
Continental Mark V Givenchy Designer Edition (1979)
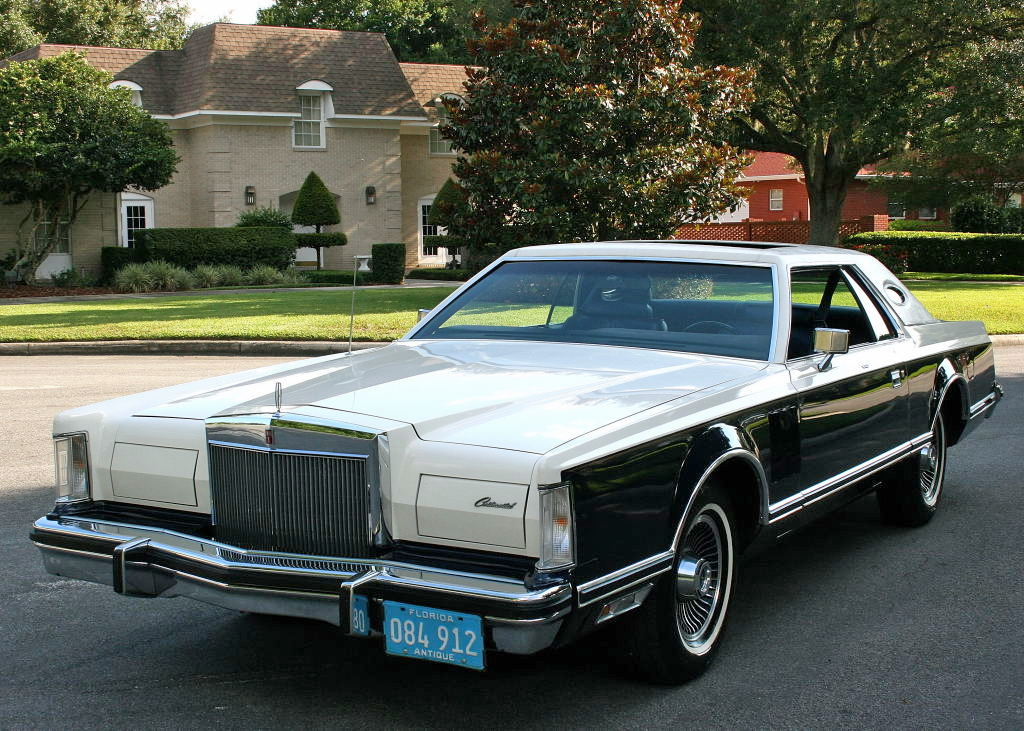
Continental Mark V Bill Blass Designer Edition (1979), met het dak volledig in vinyl
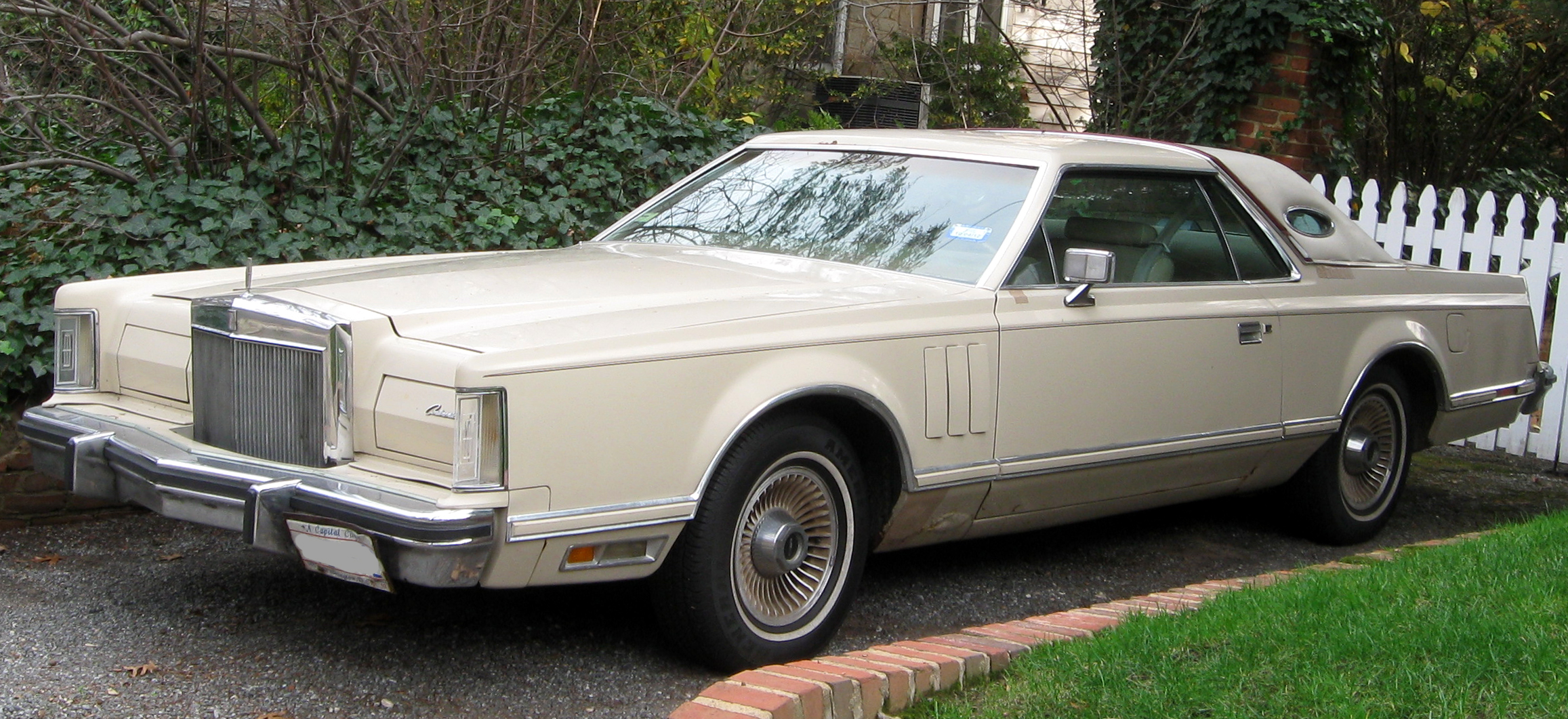
Continental Mark V Cartier Designer Edition (1979)
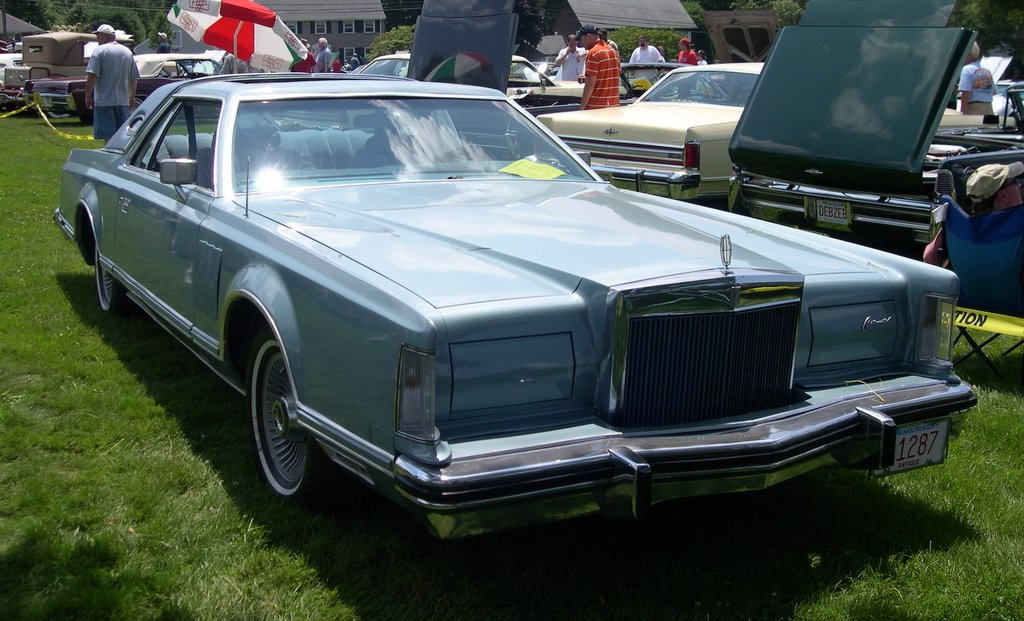
Continental Mark V Diamond Jubilee Edition (1978)
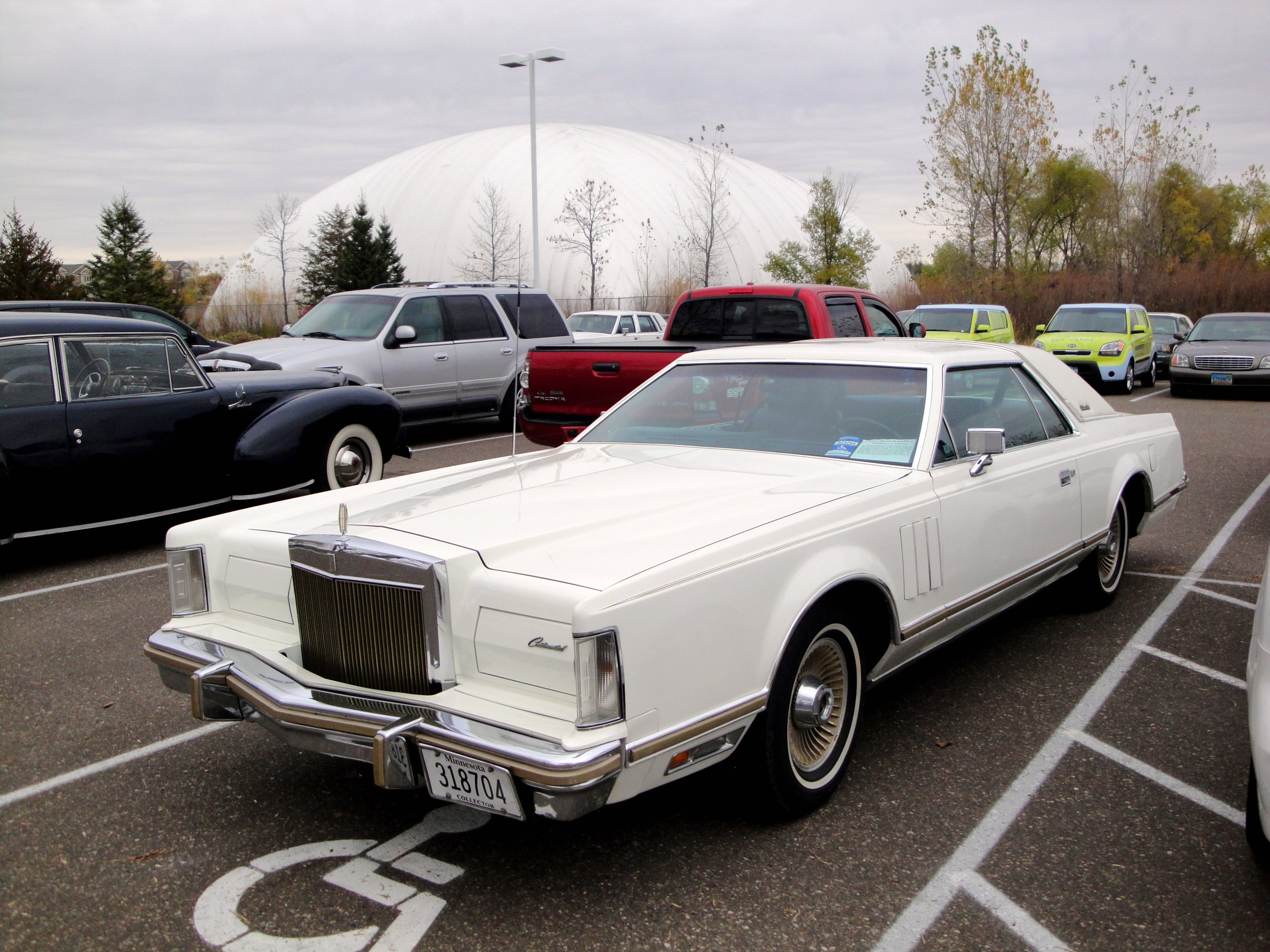
Continental Mark V Collector's Edition (1979)

### Continental Mark VI (1980-1983)
In 1980 werd de  Continental Mark VI geïntroduceerd. Onder invloed van de tweede oliecrisis was dit een aanzienlijk gereduceerde versie ten opzichte van zijn voorganger. In tegenstelling tot de vorige serie was de mark VI niet gebaseerd op het chassis van de Ford Thunderbird maar op het Ford Panther-platform dat in 1978 ontwikkeld werd voor de Ford LTD en de Mercury Marquis. Dit resulteerde in een merkbare reductie in grootte: de Mark VI was 450 mm korter en zo'n 400 kg lichter dan de Mark V.
De Mark VI werd aangedreven door een 4,9-liter V8-motor van 131 pk of een 5,8-liter V8-motor van 142 pk. Vanaf 1981 werd de grotere motor geschrapt en nam het vermogen van de 4,9-liter motor toe tot 147 pk. Het motorvermogen werd naar de achteras overgebracht via een viertraps automatische transmissie.
In tegenstelling tot zijn voorganger was de Mark VI niet alleen leverbaar als tweedeurs coupé maar ook als vierdeurs sedan. Qua constructie was de Mark VI identiek aan de toenmalige Lincoln Continental, die onder de Mark VI geprijsd was. Beide modellen deelden niet alleen dezelfde technische basis, maar ook de meeste carrosseriepanelen. Uiterlijk verschilden ze vooral in het ontwerp van de voorkant: terwijl de Continental dubbele rechthoekige koplampen had, waren de ronde koplampen van de Mark VI verborgen achter een metalen afdekking. Verder had de Mark VI ook een ander radiatorrooster, een dak dat ontworpen was in de stijl van een cabriodak en dat meestal met vinyl bekleed was (een zogenaamd landau-dak), een gestileerde reservewieluitsparing in de kofferklep en op sommige versies een ovaal venster in de C-stijl, het zogenaamde Opera Window.
Als ongebruikelijke optie bood de Mark VI "touring lights" aan, energiezuinige lichten die op de koplampafdekkingen gemonteerd werden. Ze gingen branden wanneer de verlichtingsschakelaar in de positie "standlicht" stond. Aangezien elke Mark VI ook uitgerust was met parkeerlichten die geïntegreerd waren in de voorste richtingaanwijzers, hadden deze touring lights weinig functioneel nut en waren ze een louter cosmetische toevoeging.
Het concept van de speciale en designeredities werd ook behouden voor de Mark VI.
In 1980 werd de Signature Series geïntroduceerd als het hoogste uitrustingsniveau voor de Mark VI. Analoog aan de Collector's Edition van de Mark V combineerde de Signature Series bijna alle functies in één enkel optiepakket.
In vier jaar tijd werden ongeveer 124.000 exemplaren van de Continental Mark VI gebouwd, waaronder ongeveer 69.000 vierdeurs modellen.

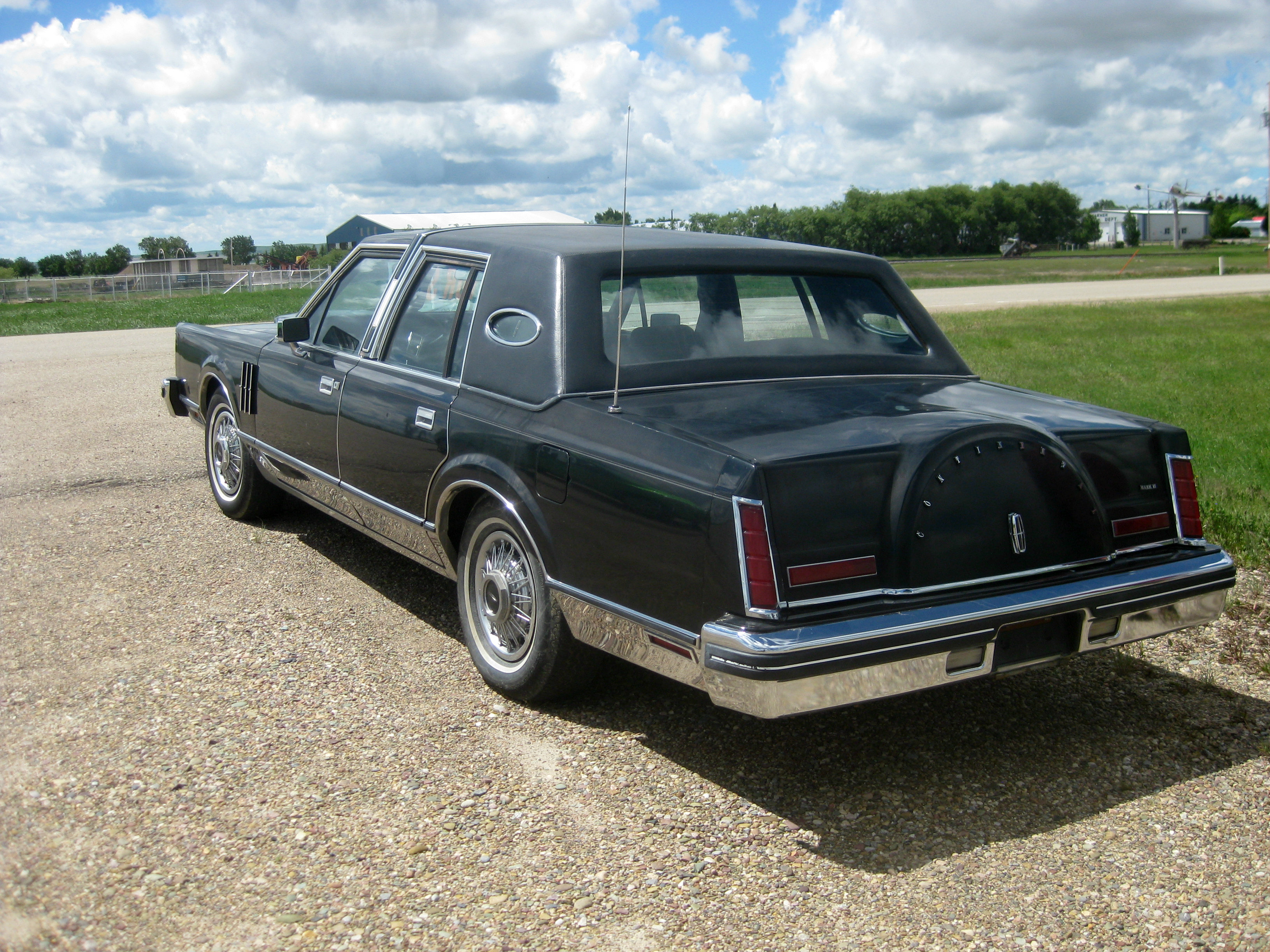
Continental Mark VI (1980) vierdeurs sedan, achteraanzicht
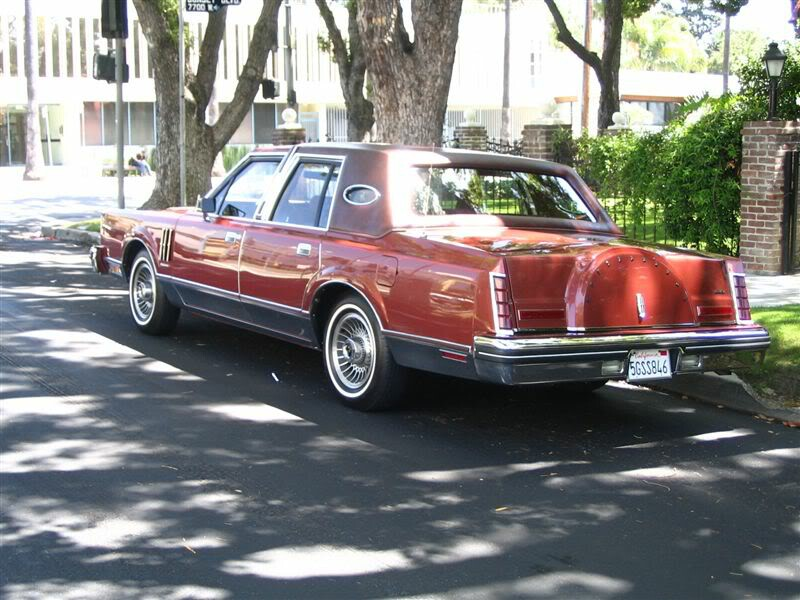
Vinyl dak, "opera window" en de "reservewielbult": typische kenmerken van de Continental Mark VI
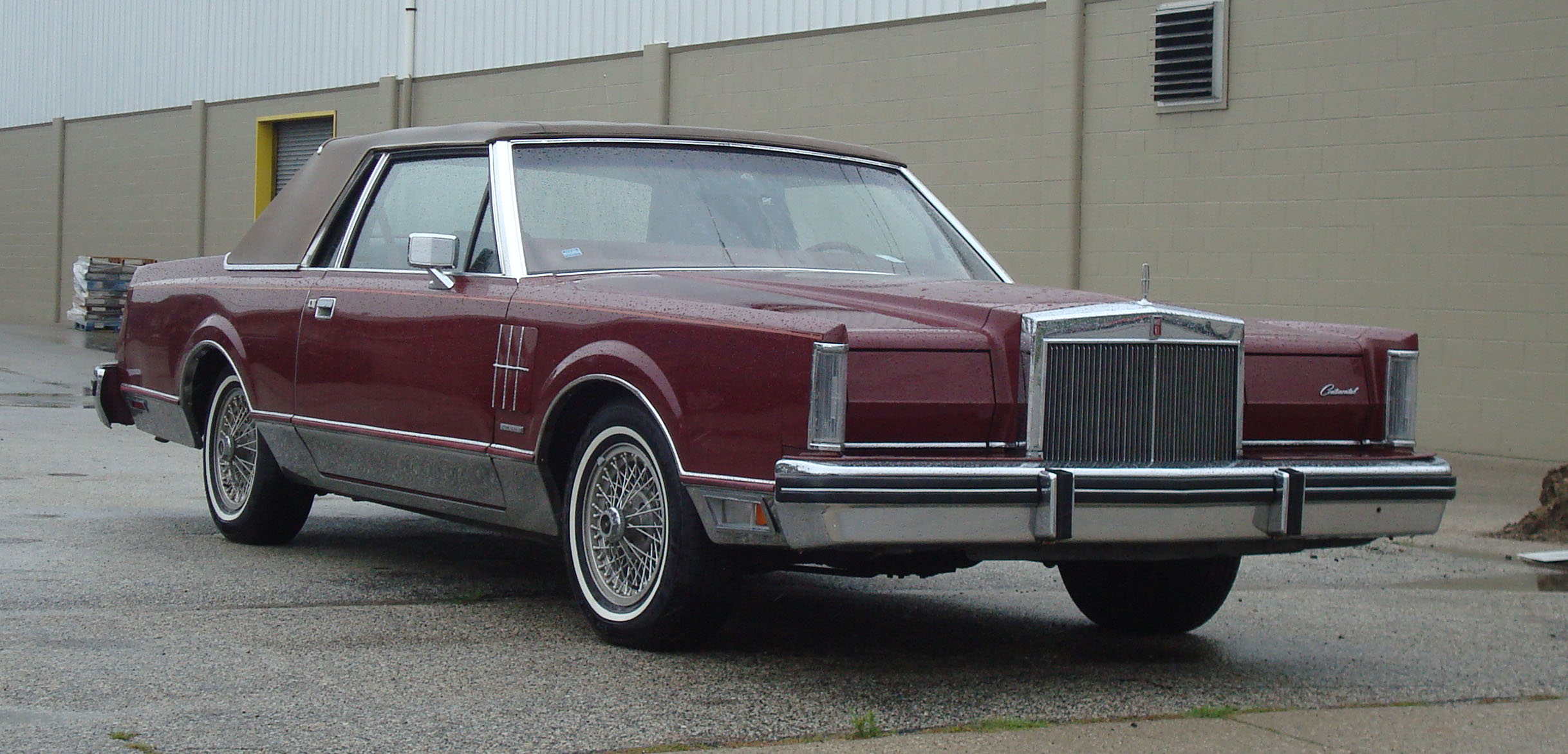
De verborgen koplampen van de Continental Mark VI
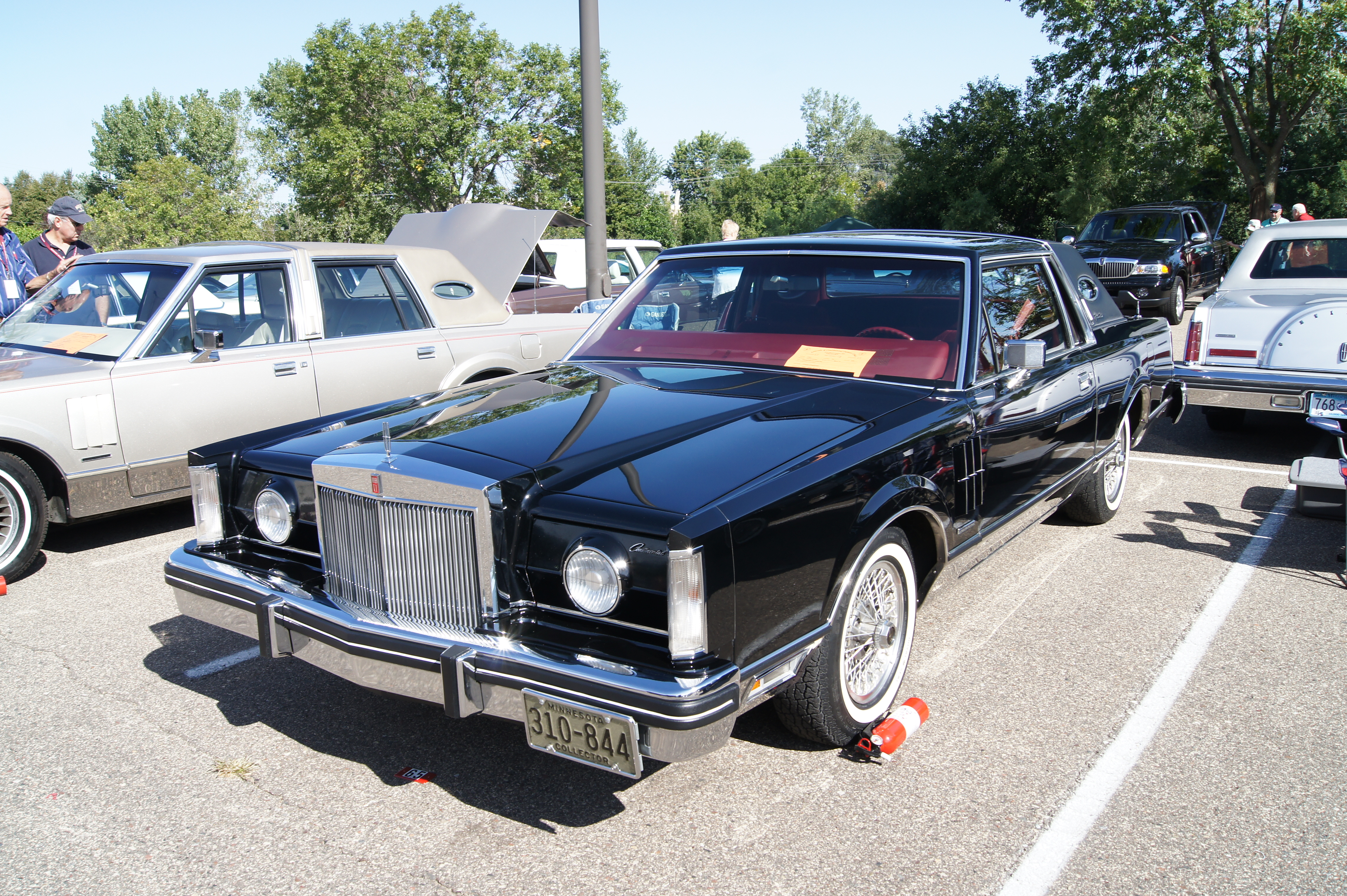
De optionele "touring lights" van de Continental Mark VI
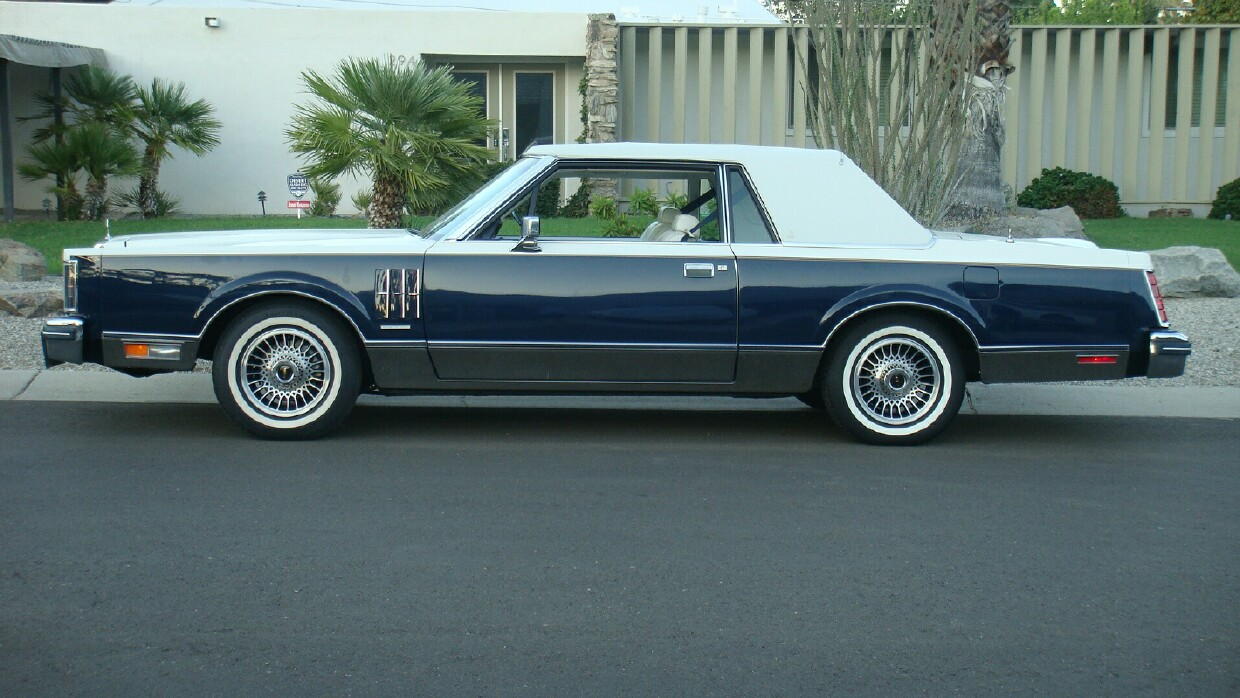
Continental Mark VI Bill Blass Designer Edition (1980), coupé-versie met verkorte wielbasis
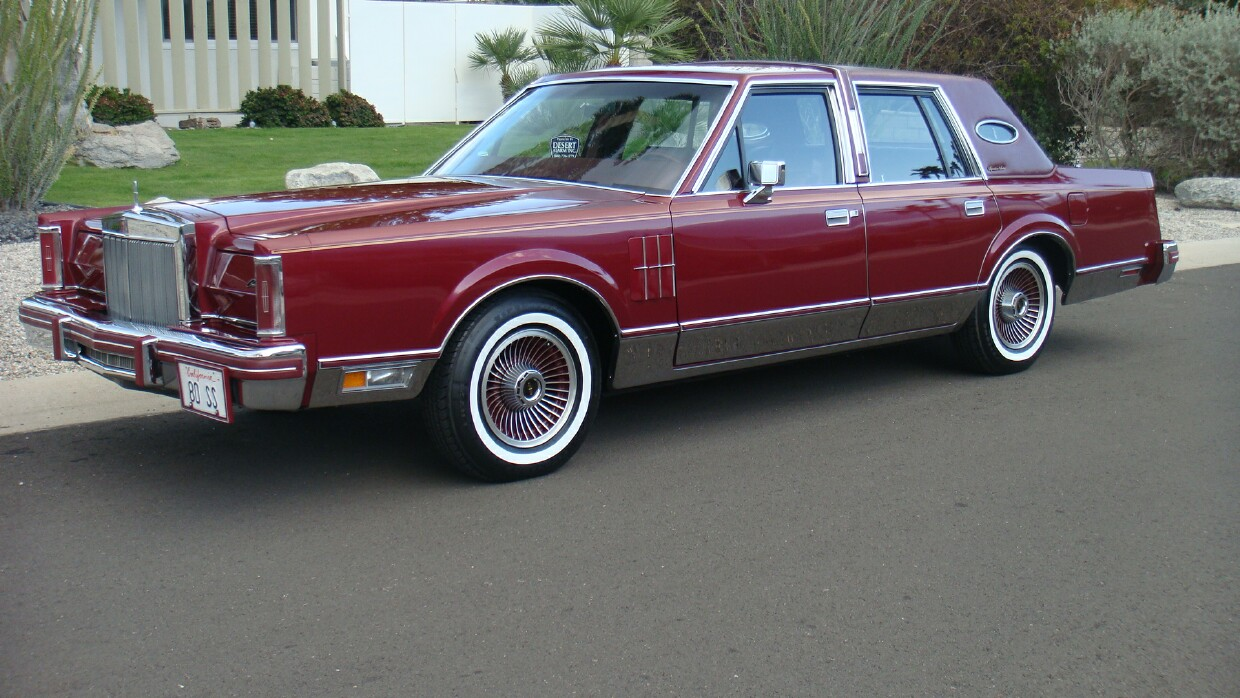
Continental Mark VI Signature Series (1980)

### Lincoln Mark VII (1983-1992)
De Continental Mark VII verscheen in 1983 op de markt. De wagen was beschikbaar in vier uitrustingsniveaus: de basisversie, de Bill Blass Designer Edition, de Versace Designer Edition en de sportieve LSC (Luxury Sports Coupe).
De Mark VII werd aangedreven door een 140 pk sterke 5,0-liter V8-motor afkomstig uit de Ford Mustang, gekoppeld aan een viertraps automatische transmissie van Ford. Als zuiniger alternatief kon ook voor een 2,4-liter zes-in-lijn turbodiesel van BMW met 114 pk gekozen worden, gekoppeld aan een viertraps automatische transmissie van ZF.
Om zijn imago als technisch geavanceerde auto voor de jaren tachtig te ondersteunen kreeg de Mark VII een rijkelijke standaarduitrusting, met onder andere een volledig digitaal instrumentenpaneel met boordcomputer en berichtencentrum, automatische klimaatregeling, luchtvering en schijfremmen op de vier wielen, elektrisch bedienbare zetels, een radio en elektrische ramen, sloten en spiegels. Het kofferdeksel kon van in het interieur elektrisch geopend worden. Wanneer het kofferdeksel gedeeltelijk met de hand werd neergelaten werd het automatisch verder gesloten en vergrendeld. Alle modellen waren ook uitgerust met het Keyless Entry System van Ford en met een automatisch dimmende grootlichtmodule. Een autotelefoon werd toegevoegd aan de optielijst en de optionele 8-track cassettespeler werd geschrapt.
De Mark-serie werd in 1986 geïntegreerd in het merk Lincoln. De Continental Mark VII werd omgedoopt in de Lincoln Mark VII, waarmee een einde kwam aan de naamsverwarring. Uiterlijk kreeg de wagen nieuwe Lincoln-emblemen en een wettelijk verplicht derde stoplicht. ABS was voortaan standaard op alle modellen. Het motorvermogen steeg tot 150 pk en de zelden gekozen BMW dieselmotor werd geschrapt, net als de Versace Designer Edition. De LSC kreeg analoge meters in plaats van het volledig digitaal instrumentenpaneel en het motorvermogen van de LSC steeg tot 200 pk.
In 1988 kreeg de Lincoln Mark VII een facelift. Het basismodel werd stopgezet, waardoor enkel de luxe Bill Blass Designer Edition en de prestatiegerichte LSC overbleven. De 150 pk en 200 pk versies van de 5,0-liter V8 werden vervangen door de 225 pk sterke versie uit de Mustang GT.
In 1990 werd het radiatorrooster veranderd en kreeg de Mark VII een bestuurdersairbag en driepuntsgordels voor de buitenste zitplaatsen achteraan. Het dashboard en de bedieningselementen kregen een nieuw ontwerp. In 1991 werd de Mark VII-lijn mechanisch geconsolideerd door de ophanging en de wielen van de LSC voortaan ook op de Bill Blass Designer Edition te monteren. Beide versies kregen opnieuw ontworpen zetels met lagere hoofdsteunen.
In de zomer van 1992 eindigde de productie van de Lincoln Mark VII na iets meer dan 190.000 exemplaren.

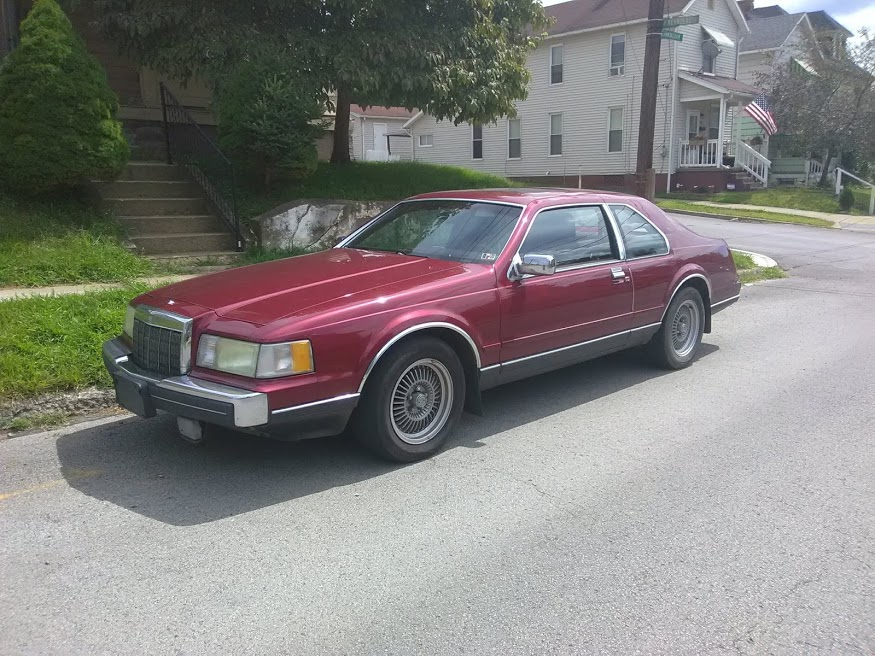
Continental Mark VII (1983-1985)
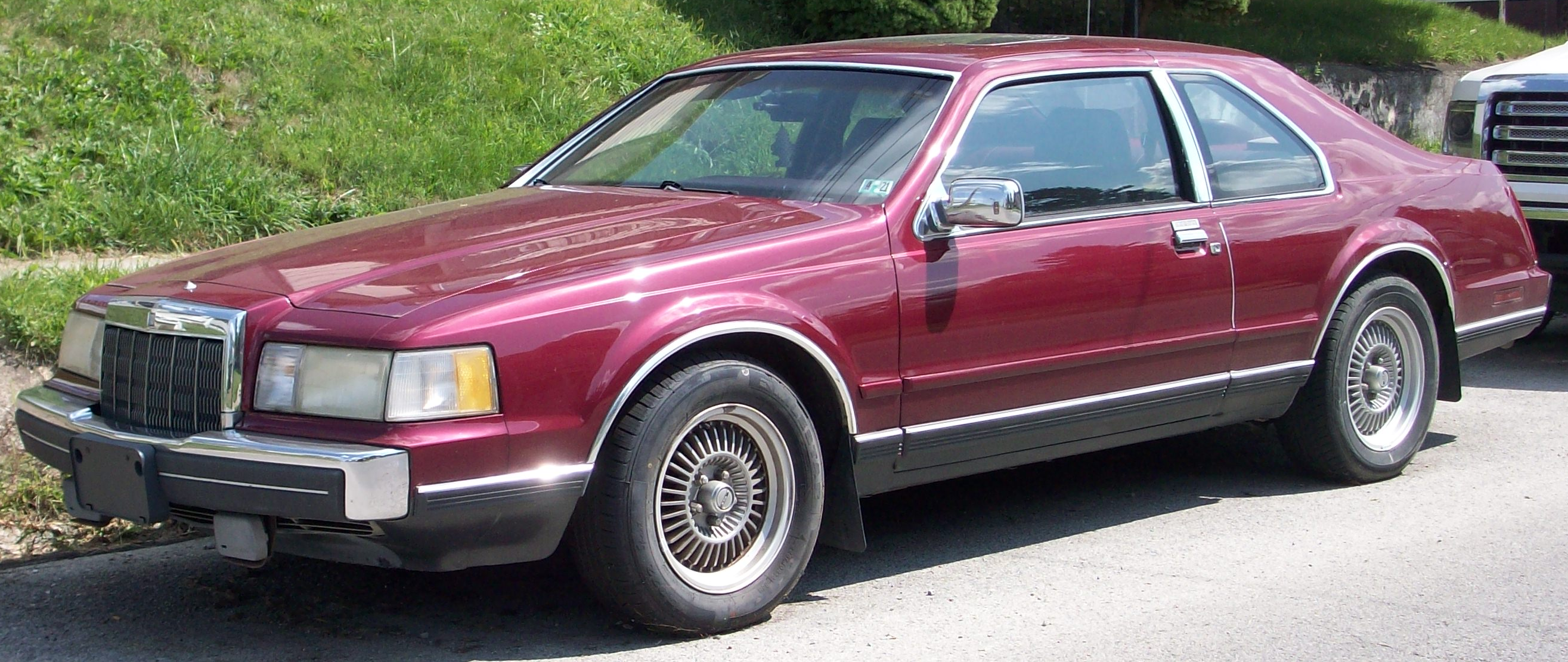
Lincoln Mark VII (1988-1989), facelift
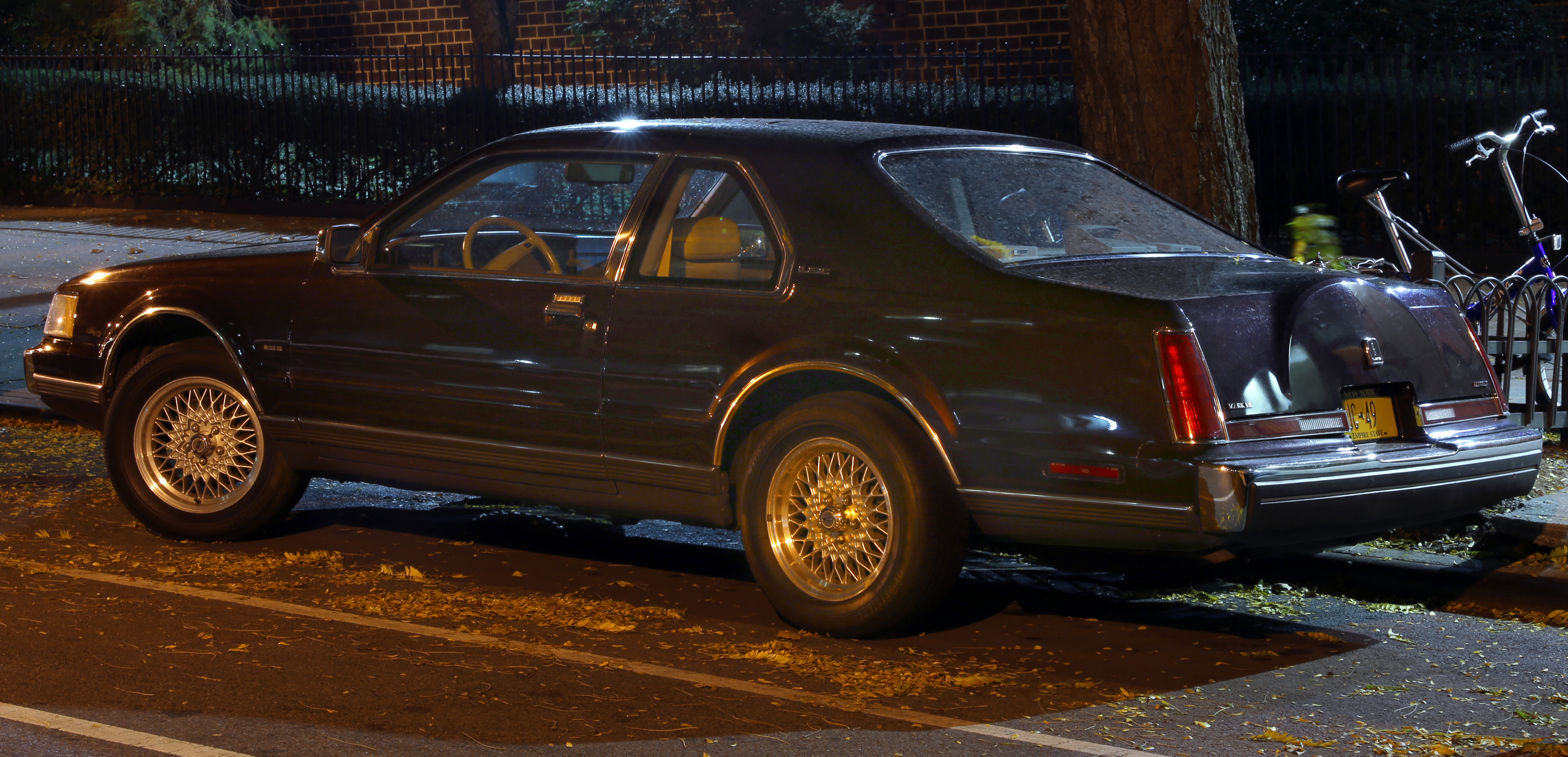
Lincoln Mark VII LSC (1992), achteraanzicht

### Lincoln Mark VIII (1992-1998)
In het najaar van 1992 maakte de Lincoln Mark VIII zijn debuut, voorlopig de laatste vertegenwoordiger van de Mark-serie. De Mark VIII kreeg een radicaal nieuw ontwerp dat brak met al zijn voorgangers maar dat wel de typische stijlkenmerken van de Mark-serie respecteerde. Zo was de wagen met zijn platte voorkant veel aerodynamischer, maar de kenmerkende pseudo-reservewieluitsparing in het kofferdeksel was nog steeds aanwezig. De Mark VIII werd alleen als basiscoupé aangeboden.
De Mark VIII had een zelfdragende carrosserie met een versterkt dak, zware stalen deurbalken om te beschermen tegen zijdelingse impact, kreukelzones voor en achter, dubbele zij-airbags en schijfremmen met ABS. Een computergestuurde luchtvering met sensoren kon de rijhoogte bij hoge snelheid automatisch verlagen om de aerodynamica te verbeteren. De wagen werd aangedreven door een volledig nieuwe 4,6-liter V8-motor met 280 pk gekoppeld aan een viertraps automatische transmissie.
De standaarduitrusting bevatte een elektronisch berichtencentrum (met tijd, kompas, verbruik, levensduur van de motorolie en andere voertuiggerelateerde informatie), automatische klimaatregeling, cruisecontrol, elektrisch verstelbare lederen zetels, verwarmde elektrische spiegels, elektrisch bedienbare ruiten, keyless entry met afstandsbediening, automatische koplampen en een radiocassettespeler met automatische elektrische antenne. De optielijst bevatte onder andere een elektrisch open dak, automatisch dimmende spiegels, een radio-cd-speler, een cd-wisselaar en een JBL-luidsprekersysteem. In 1994 werd de standaarduitrusting uitgebreid met een geheugenfunctie voor de elektrisch verstelbare zetels en spiegels.
In 1995 werd een nieuwe, gelimiteerde editie van de LSC uitgebracht met speciale velgen, xenonkoplampen en een 290 pk versie van de 4,6-liter V8-motor. Vanaf 1997 vulde de LSC de basiscoupé aan als regulier productiemodel.
Naar aanleiding van het 75-jarig bestaan van Lincoln werd in 1996 een Diamond Anniversary package aangeboden met speciale "Diamond Anniversary" logo's, tractiecontrole, een spraakgestuurde mobiele telefoon, een JBL-audiosysteem en een automatisch dimmende spiegel met kompas.
In 1997 kreeg de Mark VIII een facelift met een meer afgeronde voor- en achterkant. Naast een groter radiatorrooster werden vooraan ook grotere koplampbehuizingen gemonteerd met HID-koplampen. Achteraan kreeg de wagen een subtielere versie van de "reservebandbult" en liep er een neon remlicht over de achterklep. De zijspiegels waren voorzien van instapverlichting en LED-richtingaanwijzers. Tractiecontrole behoorde voortaan tot de standaarduitrusting. Het interieur kreeg "theaterverlichting", die de bedieningselementen en handgrepen zacht verlichtte. Ook aan de motor en de versnellingsbak werden kleine verbeteringen aangebracht.
In de zomer van 1998 eindigde de productie van de Mark VIII na 122.000 exemplaren, er kwam geen opvolger in de Mark-serie. De nieuwe Lincoln LS uit de hogere middenklasse diende als vervanging voor de Mark VIII.

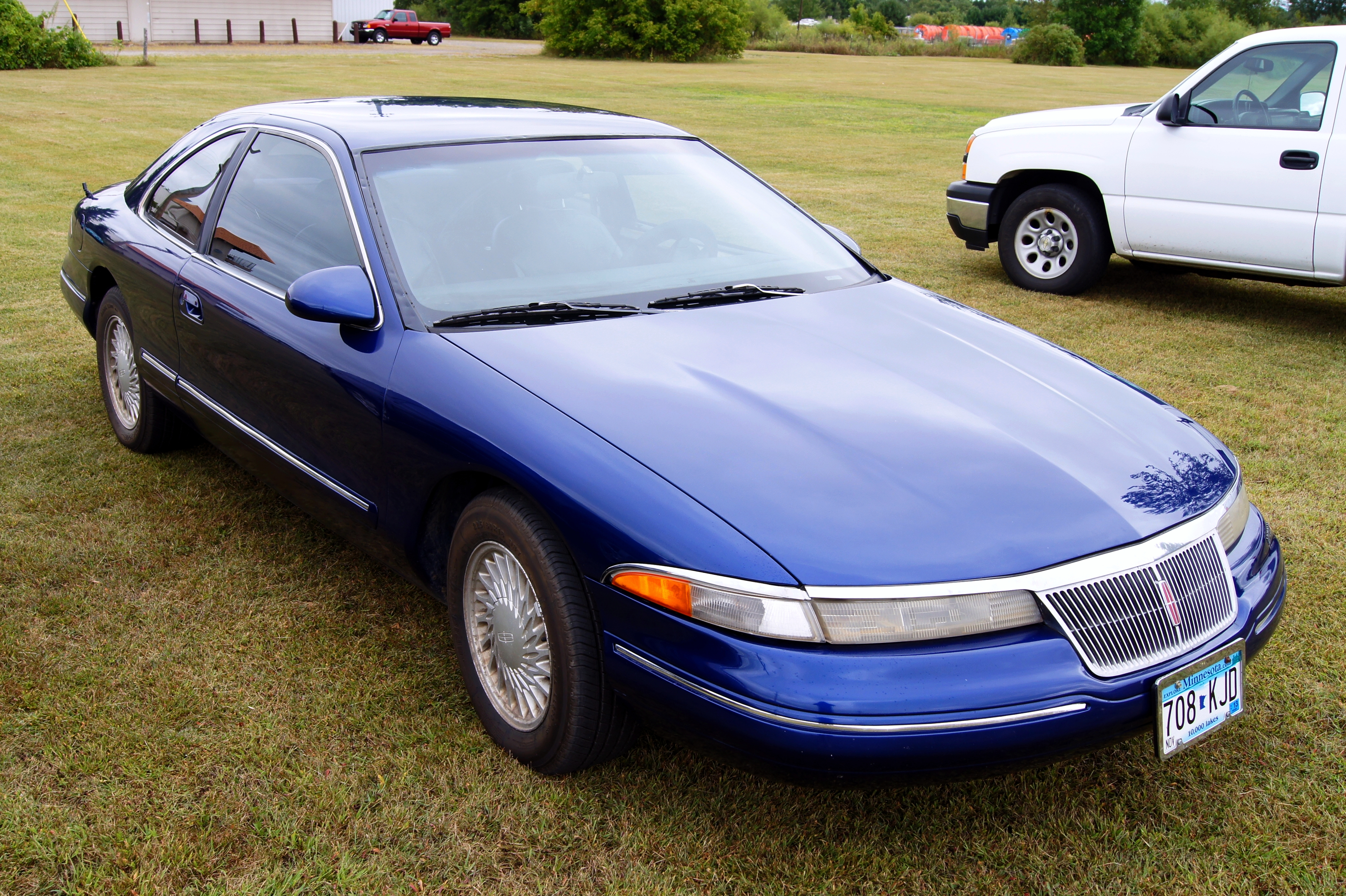
Lincoln Mark VIII (1993)
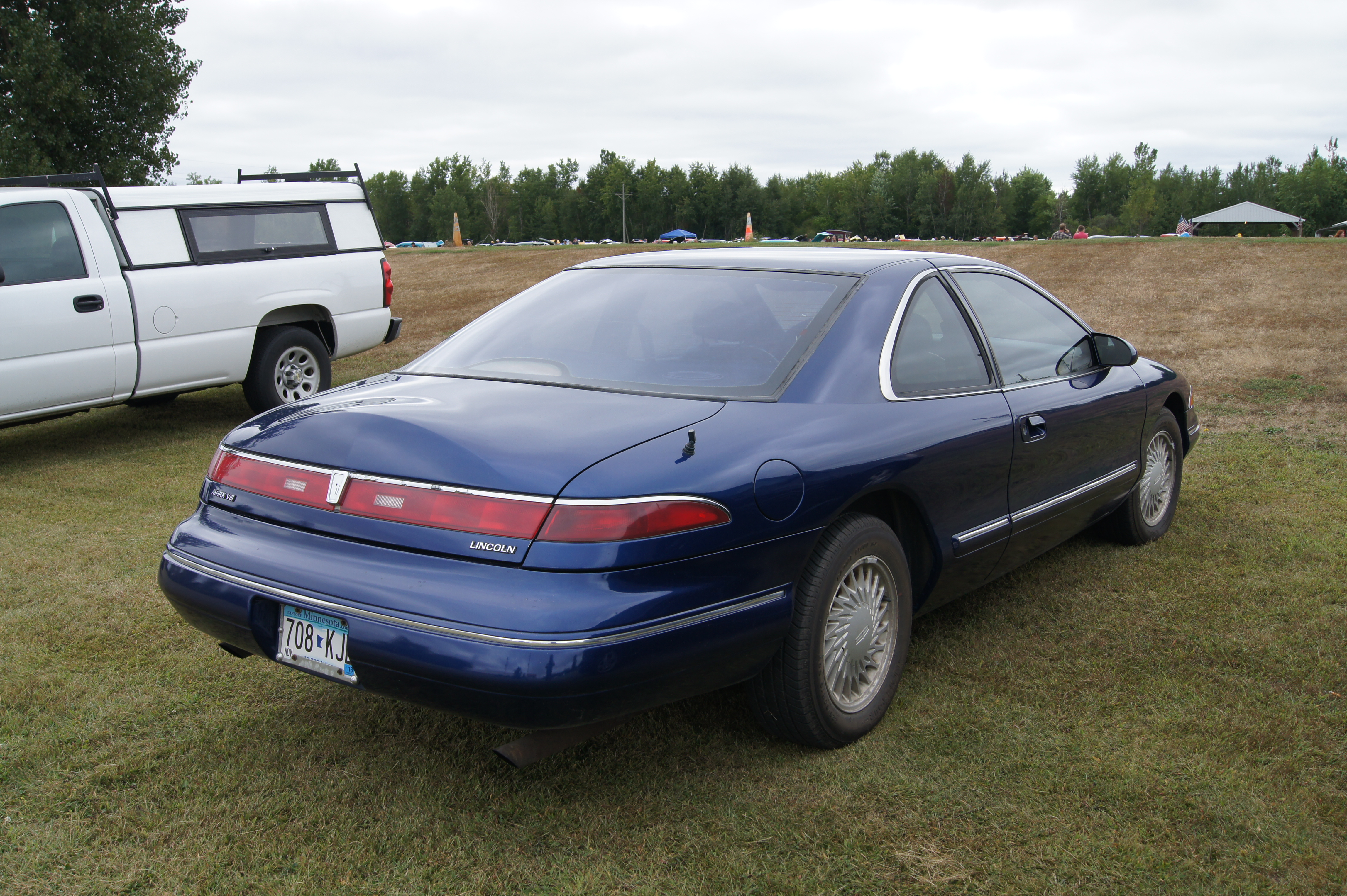
Lincoln Mark VIII (1993), achteraanzicht
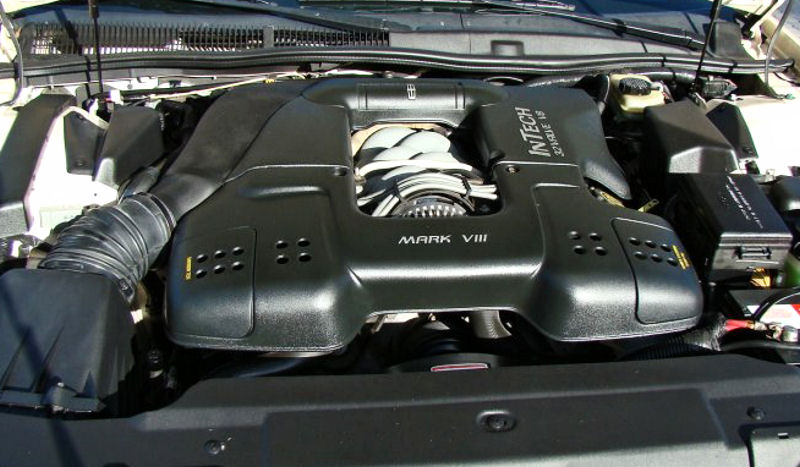
Lincoln Mark VIII motorcompartiment met de 4.6L "InTech" V8
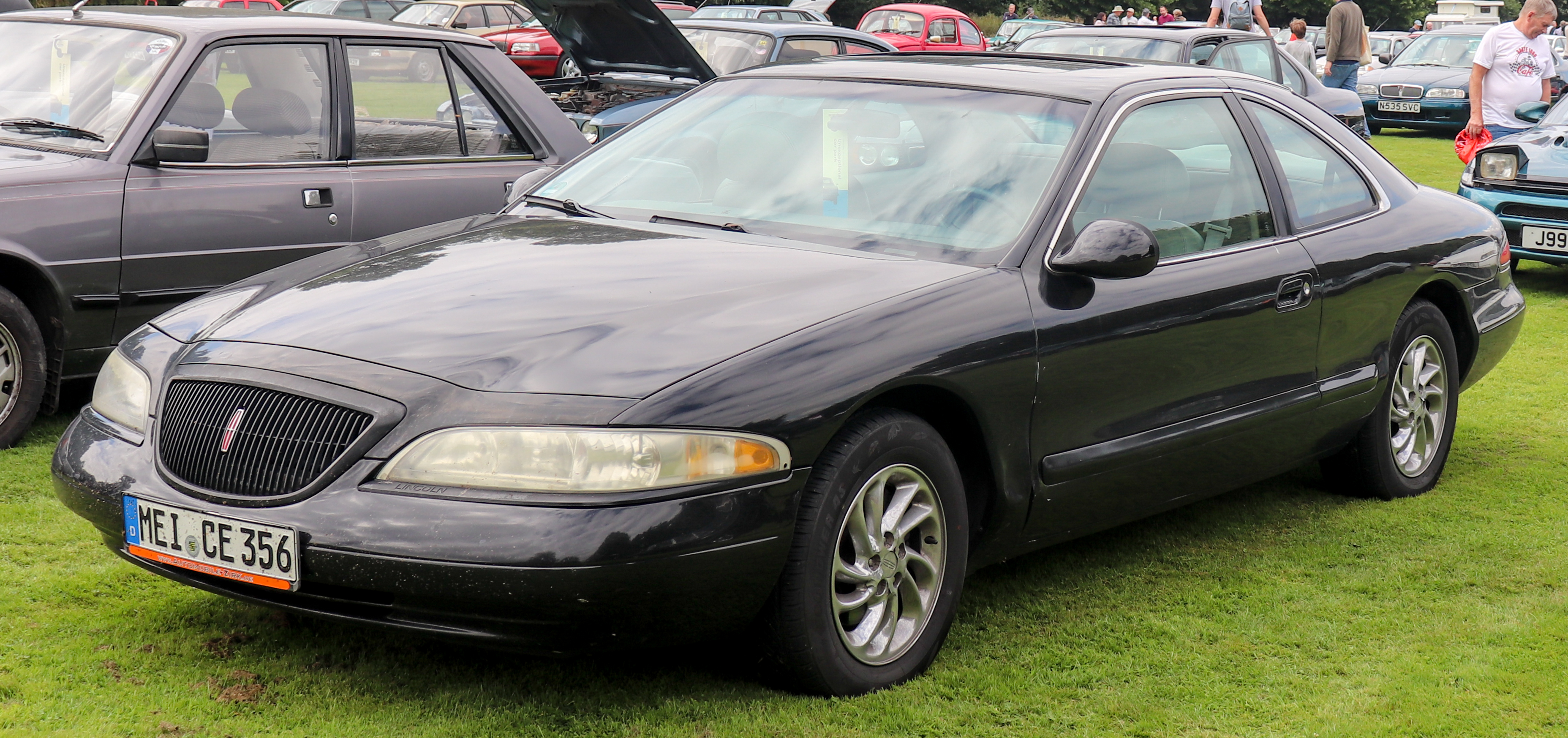
Lincoln Mark VIII (1998), facelift
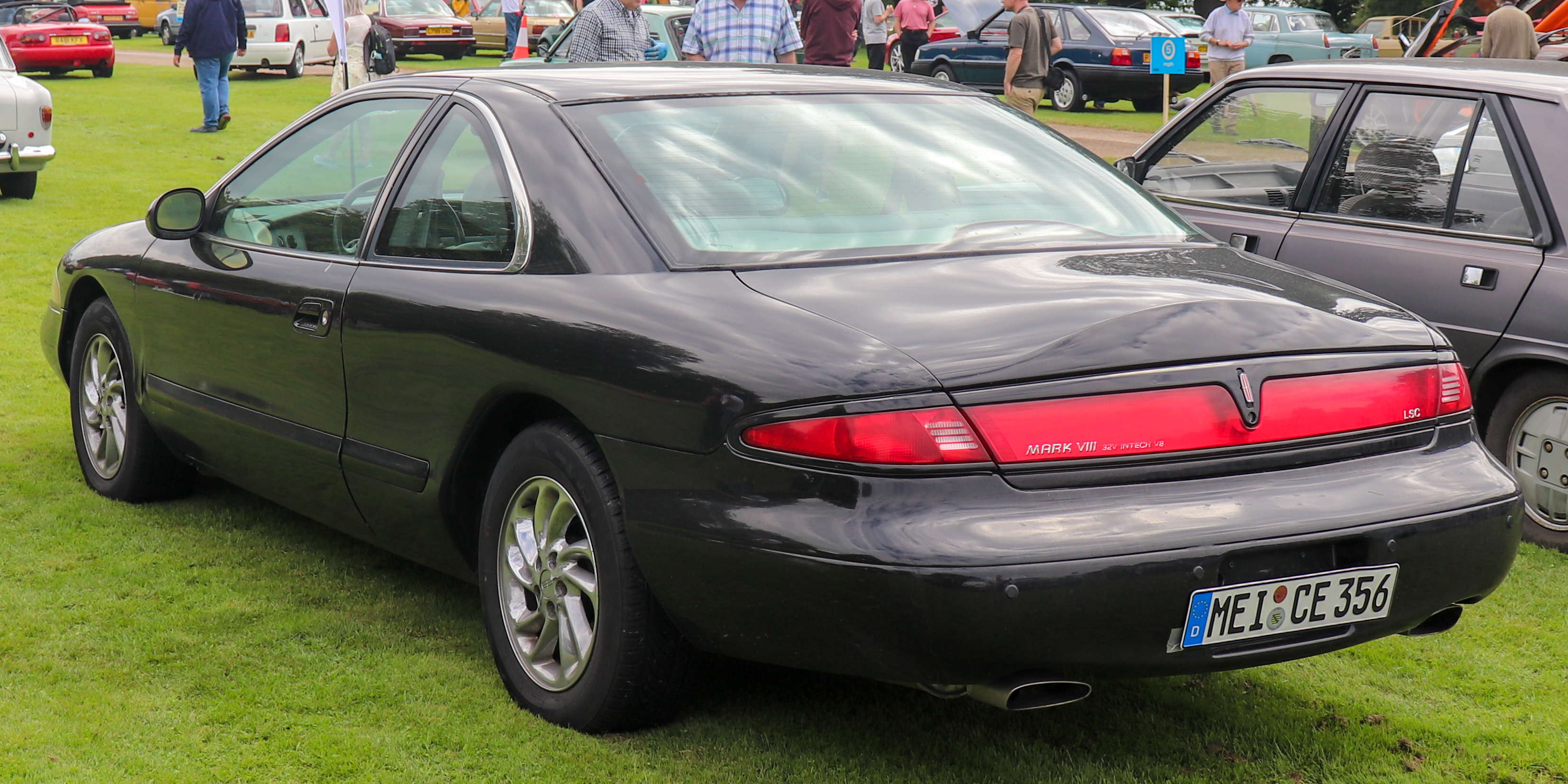
Lincoln Mark VIII (1998), facelift, achteraanzicht
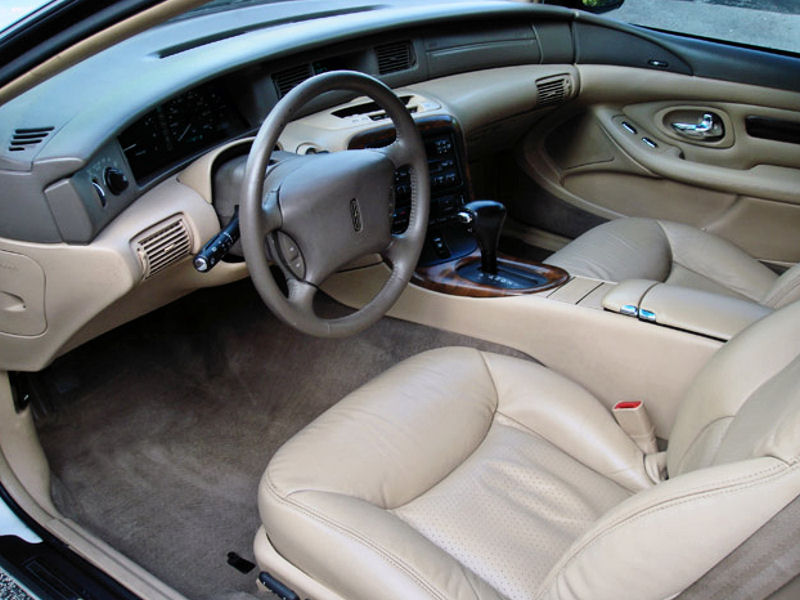
Lincoln Mark VIII (1998), interieur